# La Tradition selon la perspective de René Guénon
L'ensemble de l'œuvre de René Guénon cherche à présenter une vision globale de ce qu'il appelle « la Tradition » c'est-à-dire la connaissance "transmise", d'origine métaphysique ou non humaine.
L'œuvre de René Guénon est généralement divisée en quatre grands axes : les exposés de principes métaphysiques, les études sur le symbolisme, les études relatives à l'initiation et la critique du monde moderne.

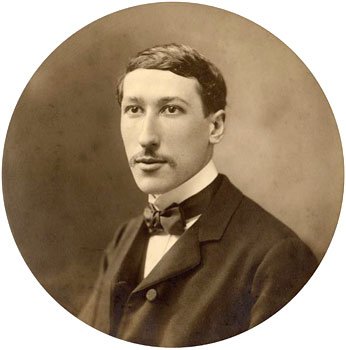
René Guénon.

## Définition de la Tradition et structure de l'œuvre

### Définition de la «Tradition» au sens de Guénon
La Tradition, toujours avec une majuscule, a un sens très précis chez Guénon. Antoine Compagnon dans sa préface à la thèse de Xavier Accart sur la réception de Guénon en France le présente d'ailleurs comme « le penseur de la Tradition » » et il apparaît rétrospectivement comme le fondateur de l'école de la Tradition appelé parfois « pérennialisme ». Comme l'explique Jean Tourniac, « au sens étymologique du latin tradere, [la tradition est] « ce qui est transmis »  ». Mais, alors que de nos jours ce mot a pris une tournure légèrement péjorative d'habitude, de routine, la Tradition avec un T majuscule ne s'applique uniquement qu'« à tout ce qui relève des vérités principielles ou de principes immuables découlant de la Vérité première et unique », c'est-à-dire à ce qui est transcendant, spirituel.
Jean-Marc Vivenza explique que, pour Guénon, « la Tradition est par essence d'origine « supra-humaine » ». Guénon ne veut pas entendre parler d'autre utilisation du terme tradition : il va s'opposer aux courant réactionnaires « traditionalistes » qu'il considère comme des parodies car se référant au passé mais pas aux principes transcendants, déconseillant à ses lecteurs de s'engager dans les courants politiques de types réactionnaires dans les années 1930 .
La Tradition peut prendre évidemment de nombreuses formes: ce que l'auteur appelle les « traditions spirituelles » (ce qui a un sens beaucoup plus large que religions chez Guénon: les religions sont, pour lui, les formes extérieures de certaines traditions spirituelles particulières). Mais « ces formes sont toujours et invariablement porteuses [...] de ce rattachement à une source « non humaine » qui témoigne de leur authenticité ». Ce critère est « central » : c'est la présence de cette source non humaine et sa préservation qui est la seule garantie de la validité des maîtres, des rites, des enseignements de cette tradition. Sinon il ne s'agit que d'une contrefaçon, d'une « pseudo-tradition ». La présence de cet élément non humain dès l'origine de la forme traditionnelle, la transmission à ceux qui se rattachent à cette tradition, des « influences spirituelles » (bénédictions dans un vocabulaire plus religieux) correspondantes, des enseignements et des rites qui permettent de retrouver cette dimension non humaine à l'intérieur de soi constitue la Tradition.
Pour Guénon, donc, l'ensemble des « formes traditionnelles », c'est-à-dire des diverses traditions spirituelles du monde, ne s'opposent et ne diffèrent qu'extérieurement, exotériquement. En réalité, elles dépendent toutes d'un « Principe » unique, qu'il nomme pour ce cycle particulier de l'humanité, la Tradition primordiale, qui est « la source première et [le] fonds commun de toutes les formes traditionnelles particulières ». Ce « Principe » commun constitue l'unité d'une même doctrine, d'une même sagesse à laquelle elles donnent accès comme toutes autant de rayons menant à un unique centre divin. En vertus des lois cycliques, la Tradition Primordiale est allée en s'occultant au fil de l'histoire humaine, et s'est rappelée à l'ensemble des hommes par ses différentes révélations s'adaptant depuis l'origine à la mentalité et aux exigences de chaque « race » (selon le vocabulaire de son époque) suivant les conditions de temps et de lieu. Guénon identifie la Tradition primordiale à la notion de sanatana dharma dans l'hindouisme. La Tradition primordiale correspond donc à la Tradition mais en relation avec la présente humanité. La première tradition du cycle de l'humanité (à l'époque préhistorique) n'est pas la Tradition primordiale, qui est un archétype hors du temps, mais était la tradition qui en était la plus proche en raison des lois cycliques.
Guénon distingue deux domaines dans les traditions: l'exotérisme et l'ésotérisme, les deux aspects supposant la transmission de la dimension non humaine de la Tradition mais à des niveaux de profondeur différents, : l'exotérisme constitue, d'après une métaphore utilisée par Ibn Arabi, l'« écorce » de la doctrine, il s'adresse à tous et a pour objectif le salut (c'est-à-dire de ne pas tomber dans des mondes inférieurs après la mort). L'ésotérisme correspond au « noyau » de la doctrine et à sa partie initiatique: c'est le lien direct de la forme traditionnelle avec la Tradition primordiale. L'ésotérisme est réservé à une « élite », seule apte à en tirer véritablement profit et a pour objectif ultime la « Délivrance »: le processus initiatique implique une action consciente pour retrouver en soi le « Principe » ultime,. La transmission de la Tradition se fait par des rites soit exotériques (comme les sacrements chrétiens) soit ésotériques: dans le dernier cas il parle d'« initiation ». Le langage adapté aux transmissions spirituelles, par delà le mental, est le symbolisme.
Pour Guénon, toute civilisation digne de ce nom repose sur les principes traditionnels. Il critique la décadence du monde moderne qui éloigne l'humanité de sa dimension transcendante et dénonce avec véhémence toutes les formes qu'il considère comme des déviations: néo-spiritualisme, société théosophique, occultisme, néo-védanta, traditionalisme, etc. ainsi que, bien pire encore, ceux qu'ils considèrent comme des « mages noirs », comme Aleister Crowley, porteurs de la « contre-tradition », la parodie de la Tradition qui doit triompher temporairement à la fin du cycle de l'humanité avant la venue d'un nouveau cycle,.

### Structure de l'œuvre
Comme l'explique David Bisson, en plus de ce qui concerne la définition de la « Tradition », l'œuvre de René Guénon est généralement divisée en « quatre grandes thématiques » principales,,, :
- Les exposés sur la « métaphysique traditonnelle[DB 3] » (L'Introduction générale à l'étude des doctrines hindoues, L'homme et son devenir selon le Vêdânta, Le Symbolisme de la Croix et Les États multiples de l'être, Les Principes du calcul infinitésimal) ;
- Les études relatives à « la théorie de l'initiation[DB 3] » (L'Ésotérisme de Dante, Aperçus sur l'Initiation, Initiation et Réalisation spirituelle, etc.)
- Les « études symboliques[DB 3] » (notamment les nombreux articles qu'il écrivit pour les « Études traditionnelles », plus tard compilés par Michel Vâlsan sous le titre Symboles Fondamentaux de la Science Sacrée ; ou encore La Grande Triade) ;
- La « crise du monde moderne[DB 3] » (Orient et Occident, La crise du monde moderne, Autorité spirituelle et pouvoir temporel, Le Règne de la Quantité et les Signes des Temps, etc.).

## La métaphysique

### L'«objet» de la métaphysique

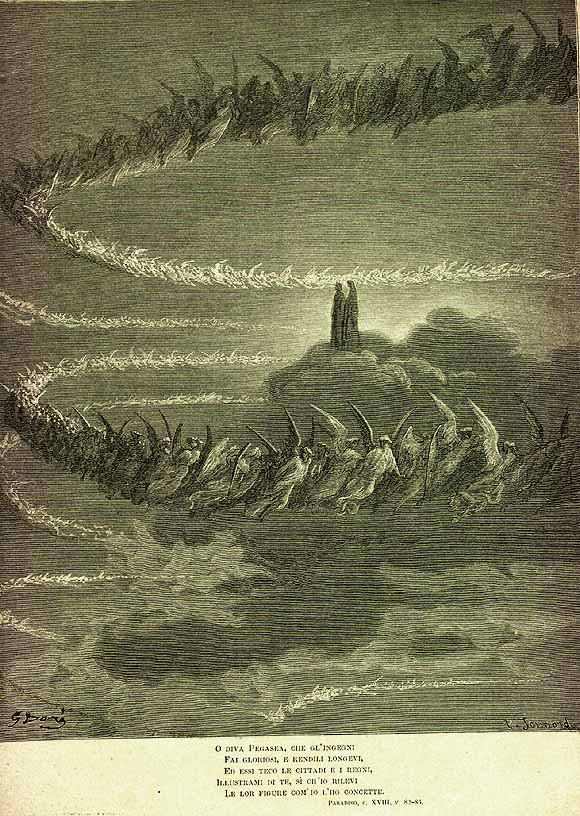
Dante et Béatrice, dans la Divine comédie, entourés d'anges au Paradis. D'après Guénon, les états angéliques de la théologie correspondent aux états supérieurs de l'être de la métaphysique.

Pour Guénon, la métaphysique s'intéresse au domaine qui est « au-delà de la physique » : non seulement au-delà du monde matériel, mais plus généralement au-delà de la nature. Métaphysique est, en effet, constitué de méta- qui vient du grec μετά (metá) qui signifie « au-delà, après » et de physica du grec ancien φυσική (phusikế) qui signifie « physique, science de la nature » dérivé de φύσις (phúsis) « la nature ». Guénon considère comme peu importante, et d'ailleurs peu probable, l'interprétation traditionnelle qui fait provenir le nom métaphysique de ce qui aurait servi tout d'abord à désigner ce qui venait « après la physique » dans la collection des œuvres d'Aristote. La métaphysique mène donc au dépassement du monde manifesté et donc de tous phénomènes, même extraordinaires. Elle doit dépasser le domaine de l'être et doit donc dépasser l'ontologie,.
La métaphysique ne peut pas, à proprement parler, faire l'objet d'une définition car, justement, la métaphysique a pour objet l'universel, c'est-à-dire l'illimité,,. L'« objet » ultime de la connaissance métaphysique est l'« Infini » lui-même, notion longuement développée dans Les États multiples de l'être : l'« Infini » est le « Principe » ultime, véritablement sans limites,. Il ne faut surtout pas se le représenter comme un ensemble fait de parties. Bien que ce « Principe » ultime soit sans aspects, on peut dire, de notre point de vue, que l'« Infini » représente l'aspect actif de ce « Principe », l'aspect passif correspondant à la « Possibilité universelle » contenant tous les possibilités particulières. L'essence de la métaphysique est inexprimable par les mots. Les symboles sont plus aptes à exprimer les vérités métaphysiques mais ne permettent pas non plus d'exprimer complètement la dimension essentiellement inexprimable de la métaphysique.  L'Infini est à la fois complètement transcendant (ce qui exclut tout panthéisme) et immanent à la manifestation (ce qui exclut tout rejet du monde comme dans le Gnosticisme).

### L'Être et le Non-Être
Guénon pose la distinction entre l'« Être », principe de la manifestation, c'est-à-dire de toutes les possibilités de manifestation en tant qu'elles se manifestent (notre propre monde n'est que l'une d'entre elles) et du « Non-Être », contenant toutes les possibilités de manifestation en tant qu'elles ne se manifestent pas et toutes les possibilités de non-manifestation,,,. Le manifesté est le domaine du transitoire et du conditionné, le non-manifesté est, au contraire, absolument permanent et inconditionné. Le terme de « Non-Être » ne doit pas être pris dans un sens privatif, comme l'indice d'un manque ou d'une absence, mais au contraire comme signifiant l'au-delà de l'« Être » : le « Non-Être» n'a rien à voir avec le néant, il est même le plus important en métaphysique car il comprend l'inexprimable, c'est le « Zéro métaphysique » : Guénon donne comme exemple de possibilités de non-manifestation le silence ou le vide,.
Le manifesté tire toute sa réalité du non-manifesté. Tout ce qui existe, l'« Existence » (ou la manifestation universelle), c'est-à-dire la « Nature » au sens le plus vaste et le plus universel que l'on puisse donner à ce terme, provient de l'« Être ». L'« Être » est l'« Unité », c'est l'« Un » de la métaphysique : c'est la première détermination du « Principe ultime » mais ne reçoit sa détermination que de lui-même,,. Il en découle qu'il y a unicité de l'existence (tout est lié dans le monde de la manifestation), mais l'existence comporte une multiplicité indéfinie de degrés sous une forme hiérarchisée,. Le Non-Être bien qu'étant plus que l'Être et incluant ce dernier n'est pas le « Principe ultime » (l’« Infini ») qui est le « Principe » des deux avant toute détermination.

### Connaissance et réalisation
Tout cela peut être résumé de la façon suivante : il y a non-dualité du « Principe », unité de l'« Être » et unicité de l'« Existence ». De cela découle, d'après Guénon, la théorie des états multiples de l'être qui fonde la possibilité de la réalisation spirituelle : si l'on envisage un être dans sa totalité, il devra comporter, au moins virtuellement, des états de manifestation sur l'ensemble des degrés de l'« Existence » ainsi que des états de non-manifestation d'où il tire sa réalité et sa permanence, son essence ultime étant le « Principe »,. Pour un être, comme l'être humain, réaliser que son essence ultime est le « Principe », revient à réaliser ce que Guénon a appelé dans L'Homme et son devenir selon le Vêdânta, son « Soi »,,. L'être atteint alors la « Délivrance » : il est appelé jîvan-mukta dans l'hindouisme et est désigné sous le nom de « l'Homme universel » dans le soufisme,,.
Il s'agit bien d'une réalisation effective, et non pas seulement théorique et cette connaissance ne peut s'acquérir par le biais de la raison, faculté purement humaine et individuelle liée au mental. Dans l'Introduction générale à l'étude des doctrines hindoues, Guénon avait introduit la notion centrale d'« intuition intellectuelle », ou d'« intellect pur » (liée à Buddhi dans les doctrines hindoues), c'est-à-dire la connaissance supra-rationnelle (et surtout pas irrationnelle),, intemporelle et au-delà de la dualité sujet objet,. Une telle connaissance est infinie coextensive à la « Possibilité universelle ». Il affirme que du point de vue de la métaphysique, connaître et être est la même chose et que l'intellectualité véritable est une avec la spiritualité, :
« 
En indiquant les caractères essentiels de la métaphysique, nous avons dit qu’elle constitue une connaissance intuitive, c’est-à-dire immédiate, s’opposant en cela à la connaissance discursive et médiate de l’ordre rationnel. L’intuition intellectuelle est même plus immédiate encore que l’intuition sensible, car elle est au-delà de la distinction du sujet et de l’objet que cette dernière laisse subsister ; elle est à la fois le moyen de la connaissance et la connaissance elle-même, et, en elle, le sujet et l’objet sont unifiés et identifiés. D’ailleurs, toute connaissance ne mérite vraiment ce nom que dans la mesure où elle a pour effet de produire une telle identification, mais qui, partout ailleurs, reste toujours incomplète et imparfaite ; en d’autres termes, il n’y a de connaissance vraie que celle qui participe plus ou moins à la nature de la connaissance intellectuelle pure, qui est la connaissance par excellence.
 »
Dans L'Homme et son devenir selon le Vêdânta, Guénon explique en détail que cette connaissance supra-rationnelle, Buddhi, l'intellect supérieur, réside au cœur de chaque être, et assure l'unification entre tous les états de l'existence et l'unicité de l'« Existence ». De son côté, le cerveau est l'instrument du mental, en particulier de la pensée rationnelle, connaissance indirecte : la raison et la science relèvent du général et de l'individuel et pas de l'universel,,. La raison n'est que la réfraction de Buddhi dans le mental.
La connaissance supra-rationnelle n'a rien à voir avec l'« irrationnel » qui correspond, au contraire, à l'infra-rationnel. En particulier, le supra-rationnel ne s'oppose pas au rationnel : « supra-rationnel [...] ne veut nullement dire irrationnel : la métaphysique ne saurait être contraire à la raison [dont la vérité relative n'est jamais niée], mais elle est au dessus de la raison, qui ne peut intervenir là que d'une façon toute secondaire, pour la formulation et l'expression extérieure de ces vérités qui dépassent son domaine et sa portée  ». Guénon donne comme exemple de confusion entre l'infra-rationnel et le supra-rationnel, certaines interprétations des mythes par la psychanalyse qui prétend expliquer des symboles transcendants, qui pointent vers le supra-humain, à partir de l'infra-humain. C'est le cas, par exemple, de l'interprétation sexuelle des mythes (par exemple des contes de fées) de la psychanalyse freudienne, ou de certaines identifications de textes sacrés relevant des pratiques spirituelles les plus élevées (comme le Bardo Thödol) par Carl Gustav Jung à des délires de maladies psychiatriques,. De plus, cette connaissance supra-rationnelle n'a aucun rapport avec des domaines tels que la magie ou l'étude des phénomènes paranormaux qui relèvent du psychique (éventuellement du domaine de l'irrationnel) et en aucun cas du spirituel : s'attacher à ces phénomènes est d'ailleurs une entrave au développement spirituel,.
L'intuition dont il est question ici dépasse totalement l'intuition sensible dont il est question dans la philosophie moderne (chez Henri Bergson et William James par exemple), elle se traduit par la certitude absolue,,. La notion d'intuition intellectuelle ou de vraie intellectualité est tout à fait centrale dans la pensée traditionnelle d'après Guénon, car sans elle aucune métaphysique n'est possible. La « Tradition primordiale » ne peut être comprise que par cette intuition : le dépôt, l'utilisation et la transmission (d’où le terme de Tradition) de ce mode de connaissance doit être au centre de toute civilisation traditionnelle et constitue le cœur de tout chemin initiatique (ou ésotérique),. L'existence de cette intuition, qui jouait encore un rôle central en Occident dans l’œuvre de Platon, est niée par les modernes, en particulier depuis Emmanuel Kant, et on peut dire qu'il y a un lien intime entre la perte de ce mode de connaissance et le développement du monde moderne,.
Dans La Métaphysique orientale, il expliqua que la voie vers cette connaissance métaphysique ne nécessite qu'« une seule préparation indispensable, et c'est la connaissance théorique [sous-entendu des doctrines traditionnelles] ». Mais précisa-t-il, tout cela ne peut aller loin sans le moyen le plus important qui est « la concentration  ». Guénon décrivit alors les différentes étapes du chemin spirituel:
(i) tout d'abord, dépassement de la condition temporelle pour atteindre « l'état primordial » qui correspond au « sens de l'éternité ». Dans cet état, on « est dès lors affranchi du temps, la succession apparente des choses est transmuée en [...] en simultanéité ,, »;
(ii) atteinte des états supra-individuels (non-humains) au-delà de la forme (qui peuvent être obtenues par la connaissance intuitive qui va au-delà du découpage entre sujet et objet),;
(iii) atteinte de « l'état absolument inconditionné affranchi de toute limitation » au-delà même de la séparation entre être et non-être. Il écrivit, en effet, « c'est au-delà de l'être que réside ce but , ».
Guénon précise bien que, sur le chemin spirituel, il ne s'agit aucunement de se détourner du monde sensible pour atteindre un « arrière-monde » idéal séparé du premier comme dans la philosophie de Platon. En effet:
« 
Au fond, il n'y a pas deux mondes séparés
et radicalement hétérogènes, tels que les suppose la philosophie moderne
 en les qualifiant de « subjectif » et d'« objectif », ou même 
superposés à la façon du « monde intelligible » et du « monde sensible »
de Platon ; mais, comme le disent les Arabes, « l'existence est 
unique », et tout ce qu'elle contient n'est que la manifestation, sous des
modes multiples, d'un seul et même principe, qui est l'Être universel.
 »

### Précisions de vocabulaire sur la métaphysique

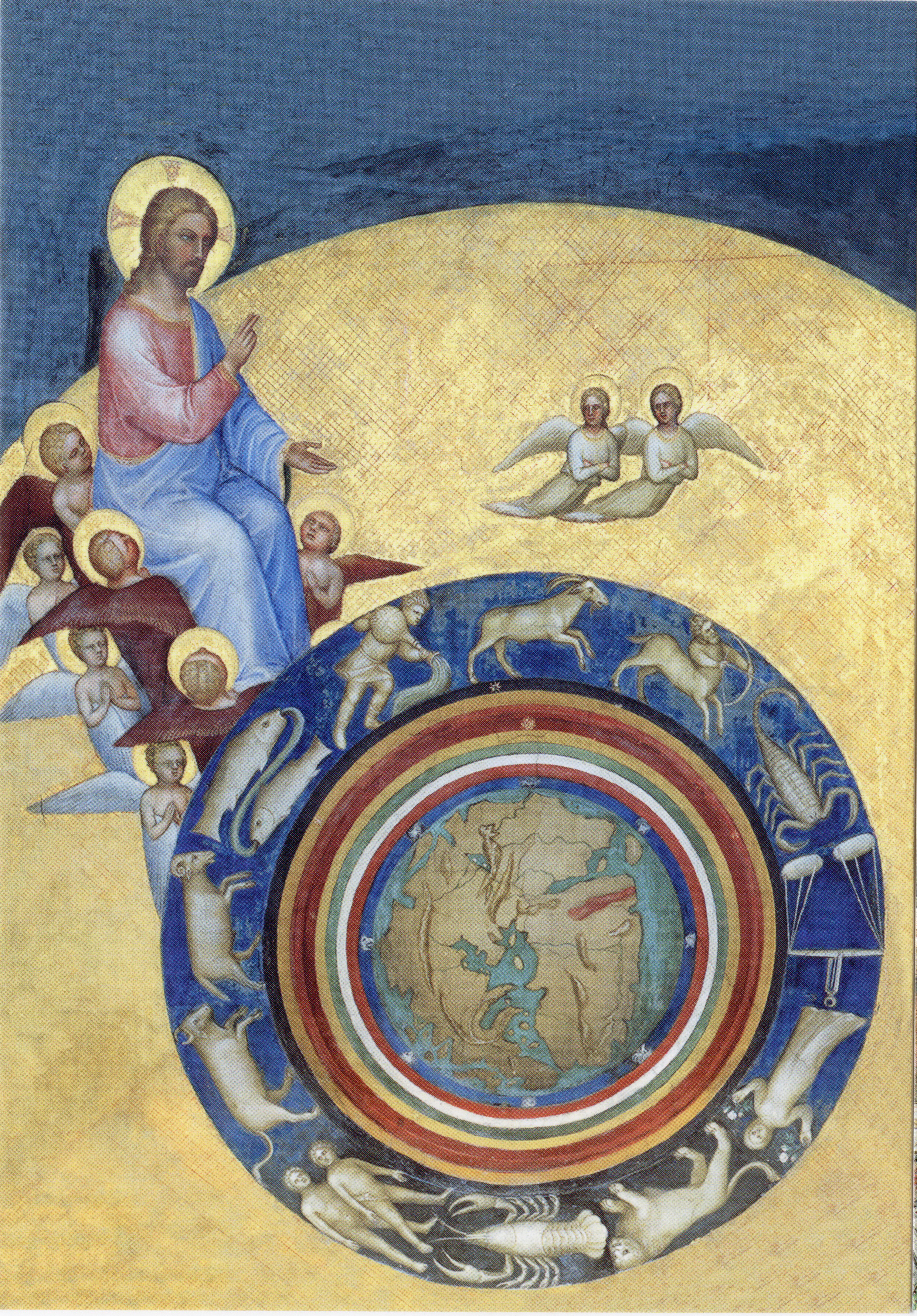
La Création du monde, baptistère de Padoue. D'après Guénon, l'« Être » est, dans un sens très général le principe de l'Existence universelle. Ce sens métaphysique est à rapprocher en théologie à de la notion de Dieu comme « être suprême » : la relation entre l'« Être » (le principe) et l'Existence (sa manifestation) étant comparable à celle de Dieu et de la création.

Dans son œuvre René Guénon emploie certains mots dans un sens précis qu'il a bien défini dans ses différents livres et qu'il est nécessaire de connaître pour éviter des contresens :
- Infini : toujours avec la majuscule quand il n'est pas qualifié comme il l'est dans « infini mathématique » (Guénon utilise les guillemets dans ce cas). Il n'existe qu'un seul « Infini »[EME 3], c'est le « Tout universel[EME 3], la « réalité absolue[IRS 1] » : l'« Infini » est le « Principe » ultime, véritablement sans limites[VD 12],[GV 2]. L'« Infini » apparait à la pensée humaine comme constitué du « Non-Être » et de l'« Être », bien que le second (comme l'« Existence universelle ») soit de « mesure nulle », comme un point dans l'espace à trois dimensions, au regard du premier. Le « Principe » de toute chose ne peut, en effet, rentrer en comparaison ou en rapport avec rien (« relation d'irréciprocité[HDV 4] », ce qui exclut tout panthéisme[VD 32]).
- indéfini : mot proposé et utilisé par R. Guénon pour parler de toute quantité pouvant se développer dans une mesure dépassant nos perceptions mais limitée par sa nature, tels l'espace, le temps ou le nombre. Les « infinis mathématiques » sont « indéfinis », ils sont parfois nommés par cet auteur des « indéfinités »[VD 33].
- Être, avec majuscule : l'« Être » est, dans un sens très général, le principe de la manifestation, ou le principe de l'Existence universelle[EME 1],[EMI 2],[VD 13],[VD 14]. Ce sens métaphysique est à rapprocher en théologie à de la notion de Dieu comme « être suprême » : la relation entre l'« Être » (le principe) et l'Existence (sa manifestation) étant comparable à celle de Dieu et de la création.
- Non-Être : l'« Être » et l'« Existence universelle » (l'existence dans son sens le plus large, le plus général possible) ne représente pas la réalité ultime. À côté de la multitude des états d'existence, dont notre monde n'est qu'un exemple, il existe des états dépassant les conditions de l'« Existence », ces états sont le domaine du « Non-Être » (ne concernant pas l'« Être » ou l'« Existence »)[LS 1],[VM 3]. Le domaine du « Non-Être » est incommensurablement plus grand que celui de l'« Existence »[VD 32]. Le « Non-Être » est le domaine par excellence de la métaphysique et des principes.
- être, sans la majuscule : « un être » fait référence aux formes vivantes peuplant notre monde corporel, que ce soit un organisme unicellulaire ou l'être humain, mais aussi à toutes les entités peuplant l'« indéfinité » des autres états de l'existence, tels les anges ou les démons.

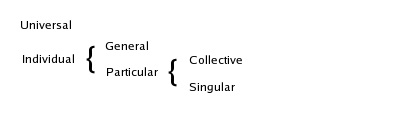
Pour Guénon, le domaine de l'« Universel » dépasse infiniment le domaine de l'individuel. Ce dernier contient le domaine du général, le collectif n'est que du particulier.

- L'être total, sans majuscule : où comme dans le titre de l'ouvrage « Les États multiples de l'être ». Ici le mot courant « être » est utilisé comme symbole pour un concept métaphysique applicable au Non-Être où l'existence elle-même est dépassée[EME 2],[EMI 2]. Pour R. Guénon, là où il n'existe plus aucun conditionnement, plus aucune forme (limitations propres à l'existence), le langage courant est démuni et ce genre d'extrapolation est nécessaire. Le qualificatif de « total », comme ailleurs ceux de « absolu » ou de « suprême » demande au lecteur de faire ce genre d'effort conceptuel.
- Existence et contingence vs possibilité et réalité : l'existence qui est le monde physique ou la nature pris en soi de façon indépendante, n'est que contingence[2] : elle ne possède aucune réalité par elle-même. En transformation permanente, elle n'est, par elle-même, qu'illusion : le présent est insaisissable, le passé qui n'est plus ne peut être la cause véritable (la « raison d'être » ou « raison suffisante ») d'un futur qui n'est pas encore. Tout ce qui existe en mode transitoire est contenu de façon permanente dans le non-manifesté (le « Non-Être ») : il s'agit d'une manifestation contingente d'une possibilité de manifestation permanente dans la « Possibilité universelle ». C'est cette « racine » permanente qui donne toute sa réalité à cette manifestation. Indépendamment de cette permanence, le manifesté ne possède aucune réalité, ce n'est qu'une illusion[VD 35],[EME 4].

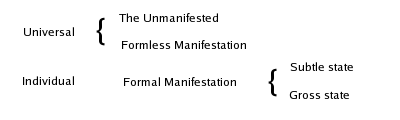
Pour Guénon, les états grossier (corporel) et subtil (psychique) relèvent de la manifestation formelle et donc de l'individualité. La manifestation informelle (domaine du spirituel) relève, au contraire, de l'« Universel » qui comprend aussi tout ce qui relève de la non-manifestation.

- Universel et individuel : la métaphysique pure a pour domaine l'« Universel » qui est sans commune mesure avec le domaine du général et de ce qui est désigné par le terme de catégories en philosophie. Dans l'histoire de la pensée occidentale, seuls les transcendantaux de la théologie scolastique relèvent de l'« Universel »[PS 6] :

« Les « pseudo-métaphysiciens » de l’Occident ont pour habitude de confondre avec l’Universel des choses qui, en réalité, appartiennent à l’ordre individuel ; ou plutôt, comme ils ne conçoivent aucunement l’Universel, ce à quoi ils appliquent abusivement ce nom est d’ordinaire le général, qui n’est proprement qu’une simple extension de l’individuel. Certains poussent la confusion encore plus loin : les philosophes « empiristes », qui ne peuvent pas même concevoir le général, l’assimilent au collectif, qui n’est véritablement que du particulier ; et, par ces dégradations successives, on en arrive finalement à rabaisser toutes choses au niveau de la connaissance sensible, que beaucoup considèrent en effet comme la seule possible, parce que leur horizon mental ne s’étend pas au-delà de ce domaine et qu’ils voudraient imposer à tous les limitations qui ne résultent que de leur propre incapacité, soit naturelle, soit acquise par une éducation spéciale. »

Les transcendantaux de la théologie scolastique relèvent de l'« Universel » mais uniquement de la partie correspondant à la manifestation, la scolastique se limitant à l'ontologie (science de l'être). La métaphysique pure inclut le non manifesté, qui est le domaine le plus important surtout en ce qu'il contient l'inexprimable
- Les trois mondes : le monde de la manifestation possède trois dimensions. La première correspond au domaine de la manifestation grossière ou corporelle, la seconde au monde de la manifestation subtile ou psychique et la troisième correspond au monde de la manifestation informelle ou spirituelle. Les deux premières dimensions peuvent être regroupée dans le domaine unique de la manifestation formelle. Cela se traduit par la division ternaire suivante pour définir la constitution d’un être vivant : corpus (corps), anima (âme ou plutôt psychisme en se basant sur la racine grecque et pas latine) et spiritus (l'esprit au sens de la dimension spirituelle).

## Tradition et initiation
Pour Guénon, la « Tradition » s'identifie à la civilisation. Tradition provient étymologiquement du latin 'tradere', « ce qui est transmis ». La « Tradition » avec un 'T' majuscule a un sens très particulier pour Guénon. Jean Tourniac l'explique :« la Tradition [...] s'applique pour Guénon à tout ce qui relève de vérités principielles ou de principes immuables découlant de la Vérité première et unique ». Sa caractéristique essentielle est qu'elle est d'origine « supra-humaine » (divine dans un langage théologique, mais Guénon inclut des traditions qui peuvent ne pas être théistes comme le taoïsme ou le bouddhisme). Elle « postule en faveur d'une transmission consciente d'éléments invariables et sacrés». La « Tradition » n'est donc vivante que s'il existe des maîtres qualifiés, des enseignements et des rites authentiques, les actes conforment aux principes éternels, qui conservent et transmettent ce contenu supra-humain.

### Ésotérisme et exotérisme: l'écorce et le noyau
Reprenant la distinction « qui existait, dans certaines écoles philosophiques de la Grèce antique, sinon dans toutes [...] entre deux aspects d'une même doctrine, l'un plus extérieur et l'autre plus intérieur », Guénon définit les domaines respectifs de l'exotérisme et de l'ésotérisme, : l'exotérisme constitue, d'après une métaphore utilisée par Ibn Arabi, l'« écorce » de la doctrine, il s'adresse à tous et a pour objectif le salut (c'est-à-dire de ne pas tomber dans des mondes inférieurs après la mort). L'exotérisme prend une forme religieuse pour les trois religions monothéistes et ne travaille que sur l'individualité. L'ésotérisme correspond au « noyau » de la doctrine et à sa partie initiatique. L'ésotérisme est réservé à une « élite », seule apte à en tirer véritablement profit et a pour objectif ultime la « Délivrance »,. Au début de l'humanité cette distinction n'existait pas c'est avec la descente du cycle, la partie centrale de la doctrine traditionnelle n'est plus conservée que par une élite dans le cadre de l'ésotérisme. Dans les trois monothéismes, l'exotérisme prend une forme religieuse : la religion est une forme traditionnelle exotérique qui fait jouer un rôle central à la notion de création et qui suppose un dogme, une morale et un rituel.
Pour Guénon, il existe des traditions où la séparation ésotérisme/exotérisme n'existe pas vraiment (hindouisme, lamaïsme tibétain) tant l'ésotérisme imprègne tout. En Chine, les deux sont totalement séparées (confucianisme pour l'exotérisme et taoïsme pour l'ésotérisme). Les deux se superposent dans l'islam (avec le soufisme) et le judaïsme (avec la kabbale),. Guénon juge impératif la nécessité de combiner l'ésotérisme avec l'exotérisme correspondant (comme il est devenu un pieu musulman tout en étant soufi à partir de 1930) et de ne pas mélanger les pratiques de traditions différentes : on doit pratiquer une seule voie spirituelle (islam, christianisme, judaïsme, etc.).
Ce cœur ésotérique de la doctrine est en même temps ce qui est commun à toutes les traditions spirituelles authentiques, alors que l'exotérisme est susceptible d'adaptations diverses suivant les lieux et les époques, donnant à ceux qui se tiennent à la surface des choses l'impression de se trouver face à des traditions différentes, voire antagonistes. Ce cœur ésotérique est détenu par « l'élite » qui a suivi le chemin initiatique et qui a obtenu la réalisation spirituelle via l'intuition intellectuelle et qui sait l'utiliser et la transmettre : c'est ce cœur, s'il existe encore, qui relie la tradition en question à la « Tradition primordiale » L'ésotérisme est totalement solidaire de la métaphysique. Il peut y avoir une différence de nature radicale entre les domaines exotériques et ésotériques dans le cas des traditions où une séparation s'est produite même si l'ésotérisme ne peut pas se passer du support exotérique. L'ésotérisme n'est pas dérivé de l'éxotérisme (de la religion dans le cas des trois monothéismes). Comme le résume P. Ringgenberg : « l'ésotérisme de chaque tradition assure le lien avec la tradition primordiale et avec les autres traditions ».
D'une façon générale, l'exotérisme, par l'application de certains rites et règles de comportement, a pour but d'assurer le « salut », c'est-à-dire un avenir post-mortem où l'homme ne chute pas dans des états infra-humains. L'ésotérisme a pour but la véritable connaissance métaphysique dès cette vie (la connaissance directe de Dieu en termes théistes) aboutissant ultimement à la « Délivrance » définitive.

### Le cas de la tradition occidentale
En Occident, Guénon prétendit que le christianisme avait un fort caractère ésotérique à son origine, mais que, pour sauver le monde gréco-romain tombé dans un état de grave dégénérescence spirituelle, il s'est extériorisé de façon providentielle: les sacrements chrétiens sont alors passés du statut ésotérique à exotérique et le Christianisme est devenue une religion à fort caractère dogmatique, les vérités d’ordre plus proprement ésotérique étant désormais présentées comme des « mystères »,. D'après Guénon, dès l'époque de Constantin Ier et des conciles de Nicée, la transformation était achevée. Guénon semble considérer, dans Le Roi du monde, que certaines églises d'orient, comme les nestoriens, ont conservé un fort caractère initiatique. Au Moyen Âge, même en Occident, des groupements initiatiques chrétiens subsistaient, le plus important étant l'ordre du Temple qui était en lien avec des groupements initiatiques au Moyen-Orient (églises d'orient et soufisme musulman).
D'après lui, le début du monde moderne commença au début du XIVe siècle lorsque Philippe le Bel contesta l'autorité de Boniface VIII et sa doctrine des deux glaives et qu'il détruisit l'ordre du temple qui assurait la transmission initiatique de la connaissance,. Guénon fit porter toute la responsabilité sur le Roi qui aurait imposé cette destruction au nouveau Pape, Clément V dans Autorité spirituelle et pouvoir temporel. Cela marqua la fin de l'ésotérisme chrétien à l'intérieur de l'Église
catholique. Au même moment, se reconstituèrent des organisations initiatiques qui participèrent de la même transmission initiatique mais de façon plus souterraine,,,,,,: les rose-croix, La Fede Santa, la Massenie du Saint-Graal, etc. Ces organisations initiatiques, qui étaient désormais séparées de l'Église catholique qui devait normalement leur servir de support, allaient disparaître progressivement. Cette disparition est symbolisée par l'affirmation que les derniers vrais rose-croix ont quitté l'Europe pour se retirer en Asie après les traités de Westphalie,. Ces traités mirent fin, selon Guénon, à ce qui subsistait encore de la chrétienté médiévale. La franc-maçonnerie et le compagnonnage allaient hériter des derniers restes de ces connaissances initiatiques,,,.
Après la destruction de l'ordre du Temple, l'ésotérisme chrétien est devenu de plus en plus fermé et séparé de l'Église officielle. Pour Guénon, l'Église catholique a cependant conservé sa dimension religieuse authentique mais a perdu sa dimension ésotérique ne rendant plus possible l'accès à la délivrance définitive. Le mysticisme depuis la Renaissance est, pour Guénon, une voie passive inférieure à la voie initiatique : elle permet d'atteindre le divin mais de façon indirecte et souvent incontrôlable,. L'autorité spirituelle, au sens de Guénon, est constituée de ceux qui détiennent et transmettent la connaissance supra-rationnelle. Décapitée à son sommet par l'exclusion de plus en plus marquée de toute forme d'ésotérisme, l'Église catholique se vit contestée par le protestantisme. Comme il l'écrivit dans La crise du monde moderne : « à l’autorité de l’organisation qualifiée pour interpréter légitimement la tradition religieuse de l’Occident, le Protestantisme prétendit substituer ce qu’il appela le « libre examen », c’est-à-dire l’interprétation laissée à l’arbitraire de chacun, même des ignorants et des incompétents, et fondée uniquement sur l’exercice de la raison humaine [et non sur la connaissance supra-rationnelle]. »
La franc-maçonnerie a gardé des transmissions initiatiques mais, outre qu'il s'agit d'initiations peu élevées (initiations de métiers mélangées à des restes d'initiations chevaleresques), son passage de la maçonnerie opérative à la maçonnerie spéculative au XVIIIe siècle empêche le passage de l'initiation virtuelle à l'initiation effective, cette dernière devait justement se faire par l'exercice du métier en question,. Plus grave encore, la maçonnerie s’est détournée en partie de son rôle initiatique au XIXe siècle pour se consacrer à la politique dans une direction en plus anti-traditionnelle (anti-catholique). Cette dégénérescence n'est toutefois pas inéluctable, puisque la « nature essentielle » de l'organisation reste la même tant que la « continuité de la transmission » initiatique est assurée. Guénon a longtemps gardé l'espoir d'une alliance entre certains membres de l'Église catholique et la maçonnerie pour reconstituer une élite complète (appliquant la religion catholique et une maçonnerie chrétienne). Il a envisagé que des maîtres orientaux pourraient revivifier spirituellement ces traditions ponctuellement.
En conclusion, pour Guénon, l'Occident moderne n'est plus une civilisation puisqu'il a perdu, du moins en grande partie, sa « Tradition ».

### L'Initiation
La connaissance (spirituelle) de la métaphysique contenue dans la « Tradition primordiale » depuis l'origine de l'humanité repose sur une connaissance intuitive (l'« Intelligence pure »), de type suprarationnelle (et non irrationnelle), actualisée par un travail méthodique dans le cadre d'une tradition à caractère initiatique (ou ésotérique).
En effet, le contenu « supra-humain » contenu dans la Tradition est transmis à travers des rites par les représentants légitimes des différentes traditions spirituelles, mais Guénon distingue deux cas. Dans le cas de l'exotérisme, les rites ne correspondent pas à ce que Guénon appelle l'« initiation » mais à des rites qui, s'ils transmettent bien une dimension transcendante, n'ouvrent pas à une utilisation consciente de « intellect transcendant », qui seul permet la réalisation spirituelle complète. René Guénon donne l'exemple des sacrements dans l'église catholique et insiste, à leur égard, sur l'importance de la succession apostolique depuis la révélation du Christ qui seule peut garantir que le contenu « supra-humain » a bien été conservé. Mais, dans le cas de l'ésotérisme, les rites de transmission correspondent à ce que Guénon appelle l'« initiation » qui va permettre un travail méthodique, conscient et systématique de développement spirituel. L'affirmation que les sacrements catholiques auraient perdu leur caractère initiatique ont fait l'objet de vives critiques même parmi ceux qui se réclamaient de Guénon. C'est ce point qui a amené à la rupture entre Guénon et Frithjof Schuon,. Jean Borella a publié un livre entier pour critiquer la position de Guénon : Ésotérisme guénonien et mystère chrétien, L'Age d'Homme, coll. « Delphica », 1997.
Toujours est-il que l'accession à l'« intellect transcendant », qui seul permet la réalisation spirituelle, et surtout à son utilisation consciente est conditionnée au rattachement du postulant à une lignée initiatique traditionnelle authentique d'après Guénon : celles-ci sont en effet les dépositaires d'une « influence spirituelle » qu'elles transmettent à l'initié (ce qui constitue la transmission initiatique proprement dite. Cette organisation doit absolument être dépositaire d'une influence spirituelle non humaine (Divine dans le langage religieux). L'origine de cette influence ne peut pas être d'ordre humain et la transmission doit se faire impérativement par une lignée ininterrompue au fil des temps par des rites et des symboles précis(d’où le terme encore une fois de Tradition) ,.
Le choix du groupe initiatique doit être fait avec un discernement extrême : beaucoup d'organisations à prétentions religieuses ou initiatiques sont des impostures : ces groupements ne transmettent que des « pseudo-initiations ». Une véritable organisation initiatique ne peut être constituée par la simple volonté de quelques individus : pour être véritablement « traditionnelle », elle doit en effet, au même titre que les religions, être rattachée à un principe supérieur, « non-humain » et « transcendant. »

### De l'initiation virtuelle à l'initiation effective
Trois étapes essentielles doivent être dégagées dans le processus initiatique :
- la première étape est celle de la « qualification », liée aux capacités de l'individu. Ce dernier est-il apte à se développer spirituellement dans cette vie? La qualification est avant tout d'ordre intellectuel, au sens guénonien du terme, c'est-à-dire spirituel. Intellectuel n'a rien à voir ici avec rationnel, au contraire cela désigne l'aptitude à aller au-delà du mental[PS 13]. Les organisations initiatiques peuvent avoir certains critères spécifiques qui permettent de voir si le candidat est capable de s'extraire de la mentalité moderne et d'assimiler les doctrines traditionnelles[VD 50],[DB 9]. Si c'est le cas, le postulant doit se rattacher à un groupe initiatique authentique[DB 9]. Cette organisation doit absolument être dépositaire d'une influence spirituelle non humaine (Divine dans le langage religieux). L'origine de cette influence ne peut pas être d'ordre humain et la transmission doit se faire impérativement par une lignée ininterrompue au fil des temps par des rites et des symboles précis[DB 9],[VD 49].

- la deuxième est la transmission elle-même, c'est-à-dire l'initiation à proprement parler. Lors d'une cérémonie plus ou moins élaborée, les membres qualifiés de l'organisation transmettent au candidat « l'influence spirituelle » décrite comme une « illumination » à travers des rites très précis. La transmission va rendre possible le développement de possibilités spirituelles en lui qui n'étaient que latentes avant[PS 13],[DB 10]. Le candidat a reçu, désormais, l'initiation « virtuelle » .

- la dernière étape correspond au chemin spirituel à proprement parler, c'est-à-dire au passage de l'initiation « virtuelle » à l'initiation « effective ». Jusqu'à présent, le candidat n'est arrivé qu'à la porte d'entrée du chemin (d'où le terme d'initiation). Il doit désormais commencer le travail intérieur en se basant sur les rites qu'il doit effectuer, suivant les instructions données par les initiateurs pour progresser dans la Connaissance[DB 10]. Il doit s'approprier, par un travail continuel et qui peut durer toute la vie, la connaissance spirituelle. Personne ne peut faire le travail à sa place. Cependant, un maître spirituel extérieur, un « Guru » (par définition quelqu'un de plus avancé sur le chemin), peut le guider tant qu'il n'a pas pleinement réalisé que le vrai Guru est, en fait, au cœur de son être. Ce Guru intérieur est, en fait, le « Soi » dont il était question dans L'Homme et son devenir selon le Vêdânta[VD 51]. Les rites (qui sont des symboles mis en action) sont indispensables pour l'initié pour entrer en relation avec les états supérieurs de son être[JR 6]. Le véritable initié est celui qui sait utiliser consciemment les facultés supra-rationnelles (qui relèvent de la supra-conscience) et qui nécessitent d'abandonner progressivement le mental. Il s'agit de l'utilisation de l'intuition intellectuelle (associée à Buddhi) dont le mode de connaissance procède par identité du sujet et de l'objet[VD 23].

Guénon oppose la voie initiatique ou spirituelle, voie « active », au mysticisme, qui serait une voie purement « passive. L'initiation permet l'actualisation de l'intuition intellectuelle par une voie méthodique et graduelle préparée par une connaissance théorique et employant notamment des rites. Le terme de cette voie est la « Délivrance », « l'Identité suprême », le dépassement de toutes les limitations existentielles obtenue par la « Connaissance divine » complète. Ce n'est pas l'individu qui connaît le « Principe ultime », c'est ce dernier qui se connaît lui-même. La connaissance initiatique passe par une communication établie consciemment avec les états supérieurs de l'être (via les rites notamment). Encore une fois, cette connaissance implique la certitude absolue mais demeure en elle-même incommunicable et inexprimable. Elle demande la renonciation au mental. Il écrit en 1947 que « l'intellectualité pure et spiritualité sont synonymes au fond ».

### Le guru, un exemple de maître spirituel authentique selon René Guénon
Pour René Guénon le guru est essentiellement le maître par qui le disciple se rattache à la Tradition. Il représente dans la société hindoue l’autorité spirituelle et intellectuelle des Brahmanes. Pour cet auteur « l'attachement profond et indéfectible qui unit le maître à l’élève » dans l’Inde et dans tout l’Orient n’a pas d’équivalent dans l’Occident moderne. Aussi utilise-t-il dans son œuvre le mot de « guru » comme synonyme de « maître spirituel » d’une façon générale dépassant parfois le cadre des doctrines orientales.
Le guru, connaissant la nature de l’enseignement spirituel qu’il transmet, va l’adapter aux possibilités intellectuelles des disciples auxquels il est transmis et qui devront faire un constant effort personnel pour l’assimiler effectivement.

#### Nature de la transmission
Cette fonction d’instructeur serait celle d’une « paternité spirituelle », soulignée par le double sens d’ « instructeur » et d’ « ancêtre » contenu dans le mot de guru. La même fonction est tenue, pour Guénon, par le « sheikh » chez les arabes, mot dont le sens propre est aussi celui de « vieillard ».
La paternité spirituelle est notamment exprimée par le rite d’initiation entre le maître et le disciple souvent nommé symboliquement « seconde naissance ». Outre l’initiation, la « filiation spirituelle » nécessite un enseignement direct et oral devant remonter de façon régulière et continue, « par la chaine ininterrompue de ses Sages, de ses Gurus … » jusqu’au premier maitre de la lignée spirituelle. Cette transmission orale est nécessaire car ce qui est transmis est essentiellement quelque chose de « vital » et non un simple enseignement théorique. Cela à tel point que d’après lui dans l’Inde « nul disciple ne peut s’asseoir en face du guru, cela afin d’éviter que l’action du prâna qui est lié au souffle et à la voix, en s’exerçant trop directement, ne produise un choc trop violent et qui, par suite, pourrait n’être pas sans danger, psychiquement et même physiquement ». René Guénon remarque dans son livre L'Homme et son devenir selon le Vêdânta que le guru, par son enseignement, ne transmet pas la « Connaissance » aux disciples car par nature celle-ci est « strictement personnelle et incommunicable », ce qu’il enseigne et transmet c’est la façon de s‘éveiller à cette « Connaissance ».

#### Guru humain et «véritable guru»
Pour cette raison René Guénon, distingue avec insistance dans ses livres la notion de « guru extérieur », humain et corporel, de celle de « véritable guru » qui se trouve dans le disciple lui-même. Le guru extérieur, celui qui est connu de tous, n’étant là que pour permettre au disciple de trouver au plus profond de son cœur le maitre intérieur qui seul le mènera à la « connaissance réelle ». Ce guru intérieur est en fait Paramashiva identique au « Soi » (Atman). Dans un article dédié au sujet, Sur le rôle du guru, il précisera : « le guru « humain » n’est en réalité … qu’une représentation extérieure et comme un « substitut » du véritable guru intérieur ». En fait le guru, dans son rôle de maître, ne doit pas être appréhendé comme un individu, mais comme symbolisant la Tradition elle-même « ... ce qui constitue bien exactement ce rôle de « transmetteur ». Si certains êtres exceptionnellement pré-disposés ont pu atteindre une réalisation spirituelle effective sans l'intervention d'un guru extérieur, la nécessité du guru intérieur, elle, ne revêtirait pas d'exception.

#### Une transmission authentique
Un enseignement identique pour tous les disciples, ou encore un enseignement uniquement théorique et livresque, sont des critères invalidant la transmission du guru au disciple. C’est là une des critiques récurrentes que fait René Guénon aux enseignements occidentaux modernes. Précisant par exemple dans son ouvrage « Aperçus sur l’initiation » au chapitre « De la transmission initiatique » : « dans la tradition hindoue le mantra qui a été appris autrement que de la bouche d’un guru autorisé est sans aucun effet ».
Remarquant qu'à notre époque le simple rattachement initiatique est beaucoup plus fréquent que la rencontre d'un authentique guru permettant d´accéder à une réalisation spirituelle effective, René Guénon précise les critères permettant de distinguer un véritable instructeur. Ce travail étant rendu nécessaire, d'après lui, car l'époque moderne plus que toute autre voit fleurir un nombre toujours plus grand de faux gurus. Auto-illusionnés, manipulés ou charlatans plus ou moins malveillants, les individus sans qualification usurpant ce titre seraient généralement efficaces car possédant des « facultés psychiques très puissantes et plus ou moins anormales, ce qui évidemment ne prouve rien au point de vue du développement spirituel et est même d’ordinaire un indice plutôt défavorable à cet égard ».
- « Quiconque se présente comme un instructeur spirituel sans se rattacher à une forme traditionnelle déterminée ou sans se conformer aux règles établies par celles-ci ne peut pas avoir véritablement la qualité qu’il s’attribue ». Valable pour le guru cette obligation l'est aussi pour le disciple : un maître spirituel prétendant enseigner à un profane non engagé dans la forme traditionnelle qu'il représente se disqualifierait par le fait. Par exemple un guru hindou ne peut être efficace dans ses résultats que s'il respecte sans réserve les obligations et les rites de sa « religion » et s'il enseigne à un disciple lui-même intimement engagé de la même façon. Un guru sans son cadre religieux strict ne pourrait ainsi être qu'un imposteur et un disciple qui ne vénérerait pas avec rigueur le(s) dieu(x) de la forme traditionnelle considérée serait dupé. René Guénon relève que cette caractéristique permet de reconnaitre facilement la plupart des faux gurus, éliminant aussi ceux se rattachant à des « pseudo-initiations » récentes, ou à des formes traditionnelles aujourd'hui éteintes. Les « guides spirituels » qui fuyant le caractère pompeux de certaines cérémonies dénigrent aussi toute forme de rituel, pourtant nécessaire à la transmission des influences spirituelles, sont dénoncés dans un article intitulé « Rites et cérémonies ».
- Les faux gurus « ont généralement, en commun ... l’habitude de manifester leurs « pouvoirs » psychiques à tout propos et sans aucune raison valable ». Ils ont aussi la prétention de vouloir développer, pour quelques raisons que ce soit, ces pouvoirs psychiques chez leurs disciples[6]. Il en serait de même pour les prétendus « pouvoirs » magiques[7].

### Petits mystères et grands mystères
La voie initiatique telle que la décrit Guénon peut se diviser en deux étapes, qui sont parfois considérées, selon lui à tort, comme deux types d'initiation différents : « l'initiation royale » et « l'initiation sacerdotale », encore appelés, par référence aux doctrines antiques, les « Petits mystères » et les « Grands mystères ».
Les Petits mystères ont pour but de rétablir l'individu dans « l'état primordial », l'état qui était celui de l'humanité aux origines et que Guénon, s'appuyant sur l'œuvre de Dante, rapproche du « Paradis terrestre ». Celui qui a atteint ce stade atteint ainsi « la plénitude de l'état humain », qui est en même temps le « centre » de cet état et le départ de l'initiation aux grands mystères. Les « sciences traditionnelles » comme l'alchimie ou l'astrologie sont rattachées aux petits mystères.
Ce n'est qu'une fois parvenu à ce centre qu'il peut « communiquer directement avec les états supérieurs de l'être » et accéder ainsi aux états supra-individuels qui, seuls, « ont pour domaine la connaissance métaphysique pure » et peuvent être véritablement qualifiés de « spirituels ». L'initié libéré de toutes les contingences, réalise ce que l'ésotérisme islamique nomme « l'Identité Suprême », qui pour Dante est « le Paradis céleste », et qu'il devient ainsi « l'Homme Universel » le cheminement initiatique est alors interrompu.

## Le symbolisme
S'il est aujourd'hui admis en Occident que le symbole est bien plus qu'un simple code, un sens artificiellement donné, et qu'« il détient un essentiel et spontané pouvoir de retentissement », pour René Guénon ce « retentissement » dépasse immensément le domaine psychique : le symbolisme est « la langue Métaphysique par excellence », capable de mettre en relation tous les degrés de la manifestation universelle, ainsi que toutes les composantes de l'Être, et le symbolisme est le moyen dont dispose l'homme pour « assentir » à des ordres de réalité qui échappent, par leur nature même, à toute description par le langage ordinaire. Cette compréhension de la nature profonde du symbolisme, René Guénon dit que l'Orient, par son élite intellectuelle, ne l'a jamais perdue, qu'elle est inhérente à la transmission initiatique qui, selon lui, donne les véritables clés à l'homme pour lui permettre de pénétrer le sens profond des symboles : de ce point de vue, la méditation sur des symboles (visuels ou sonores, yantras, mantras ou dhikr, répétition des Noms Divins) fait partie intégrante de l'initiation et du processus de réalisation spirituelle.

### Symbolisme et analogie

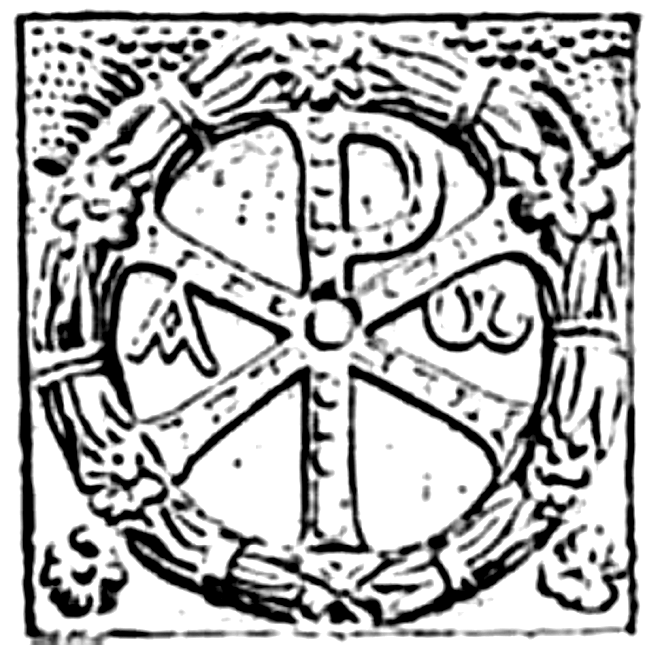
Le Labarum, un symbole fondé sur la figure du chrisme

Pour René Guénon l'art est avant toute chose connaissance et compréhension, plutôt qu'affaire de sensibilité. De même, le symbolisme possède une indéfinité conceptuelle qui n'est « point exclusive d'une rigueur toute mathématique » : le symbolisme est avant tout une science, et il est fondé, de la façon la plus générale sur « les correspondances qui existent entre les différents ordres de réalité ». Et, en particulier, l'analogie elle-même, entendue suivant la formule hermétique du « rapport de ce qui est en bas avec ce qui est en haut », est susceptible d'être symbolisée : il existe des symboles de l'analogie (mais tout symbole n'est pas nécessairement l'expression d'une analogie, car il y a des correspondances qui ne sont pas analogiques). Le rapport analogique implique essentiellement la considération du « sens inverse de ses deux termes », et les symboles de l'analogie, qui sont généralement construits sur la considération primitive de la roue à six rayons, appelée chrisme dans l'iconographie chrétienne, inscrivent clairement, selon René Guénon, la considération de ce « sens inverse » : dans le symbole du « sceau de Salomon » les deux triangles opposés représentent deux ternaires dont l'un est « comme le reflet ou l'image inversée de l'autre » et « c'est en cela que ce symbole est une figuration exacte de l'analogie »,.

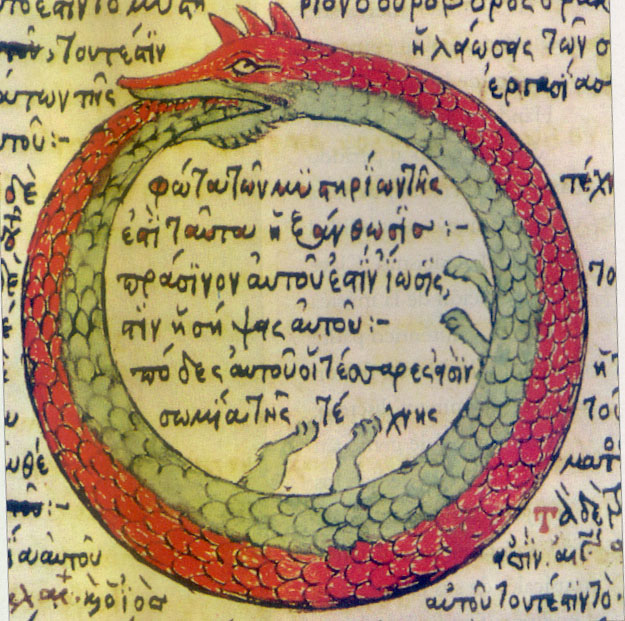
Le serpent circulaire de l'Ouroboros est un symbole de lAnima mundi, mais aussi de l'éternel retour (concept nietzschéen). On remarquera les deux couleurs associées aux faces dorsale et ventrale du serpent. Dessin signé, daté de 1478 : dans le Moyen-âge grec byzantin tardif, il a été copié sur un traité d'alchimie aujourd'hui perdu attribué à Synésios de Cyrène (vers 412), ou à Étienne d'Alexandrie (VII).

### Symbolisme et tradition primordiale
En Orient, écrivait René Guénon, le symbolisme est avant tout une connaissance. Il consacre donc un nombre important d'articles à une exposition traditionnelle des symboles. La plupart de ces articles ont été réunis par Michel Vâlsan dans l'ouvrage posthume « Symboles Fondamentaux de la Science Sacrée », qui propose, en une synthèse remarquable, des clés permettant d'interpréter un nombre considérable de symboles, en particulier préhistoriques : les symboles du Centre du Monde, les bétyles, les symboles axiaux, du cœur, de la manifestation cyclique, etc. Pour René Guénon, l'existence de symboles identiques à différentes formes traditionnelles, éloignées dans le temps ou l'espace, serait un indice sur une origine historique remontant à la « tradition primordiale ».

### Symboles, mythes et rites
Dans les Aperçus sur l'initiation, René Guénon propose d'autre part des relations entre le rite et le symbole « qui sont, l'un et l'autre, des éléments essentiels de toute initiation »,.
La distinction qu'on a voulu parfois établir entre « mythes » et « symboles » serait infondée en réalité. Les deux sont essentiellement fondés sur les rapports, analogiques ou autres, entre une idée qu'il s'agit d'exprimer et sa représentation, qu'elle soit graphique, sonore ou autre : « une réalité d'un certain ordre peut être représentée par une réalité d'un autre ordre, et celle-ci est alors un symbole de celle-là ». Cela le conduit à préciser la signification du mot « mythes » : en grec ancien, muthos, « mythe » vient de la racine mu et celle-ci représente la bouche fermée, et donc le silence ; muein veut dire fermer la bouche, se taire, et, par extension, fermer les yeux. De l'infinitif muein dérive muô, puis muaô, mueô et mullô, murmurer ; or mueô signifiait également initier aux « mystères », et ce dernier mot provenait aussi également de la même racine. Selon René Guénon, cette idée de « silence » doit être rapportée aux choses qui, en raison de leur nature même, sont inexprimables en langage ordinaire ; et c'est là, toujours selon lui, que se retrouve cette idée essentielle du symbolisme : faire assentir ce qui est inexprimable, ce qui serait « précisément la destination première des mythes »,.

## Critique du monde moderne

### Conception de l'histoire selon Guénon
Pour Guénon, l'histoire n'est que le reflet d'un vaste processus cosmique prenant lui-même sa source dans la dimension métaphysique, intemporelle. Comme l'explique David Bisson : « l'histoire [pour Guénon] [...] ne se traduit pas par une succession de faits qu'aucune logique ne vient agréer, mais révèle au contraire une rationalité surnaturelle ». En conséquence, l'histoire en tant que science découle de la doctrine métaphysique. Dans la perspective traditionnelle, le temps demeure une notion purement contingente du monde manifesté et ne tire sa réalité que de principes immuables. Il a été souligné par plusieurs auteurs, qu'une telle conception de l'histoire s'oppose diamétralement à celle d'Hegel qui enferme, au contraire, sa métaphysique dans la sphère du temporel,,. Plus précisément, comme l'explique Georges Vallin, dans la pensée de Hegel, le mystère intemporel de la non-dualité, de la « coïncidence des opposés », que l'on trouve chez Guénon, est remplacé par « une dialectique temporelle de la thèse et de l'antithèse ». Pour Vallin, cet enfermement dans le temps de la condition humaine en opposition à la « perspective métaphysique » de Guénon se poursuivit avec le Martin Heidegger d'Être et Temps. Pour Guénon, un tel enfermement de l'histoire dans le temps coupé de toute réalité transcendante prend une dimension satanique qui explique la chute du monde moderne : comme l'écrit Jean-Pierre Laurant, « l'histoire affirmant son autonomie [dans la sphère du temporel] et la liberté de l'homme dans une création continue faite par lui » devient, pour Guénon, « le Mal [qui désormais devient] le véritable moteur de l'histoire  ».

### Lois générales du développement cyclique
René Guénon expose, dans plusieurs de ses ouvrages et articles, ce qu'il appelle la « dégénérescence spirituelle de l'Occident » en se basant sur la cosmologie hindoue. Il propose une explication du monde moderne en la situant dans un processus cyclique général et naturel « d'éloignement des principes » propre au déroulement du manvantara, actuel, le présent cycle de l'humanité. Nous sommes à présent dans la dernière phase du manvantara: le Kali Yuga,, l'« âge sombre », équivalent pour Guénon de l'« âge de fer » de la mythologie grecque.
D'après Guénon, le Kali Yuga a débuté au IVe millénaire av. J.-C. (qui correspond à l'apparition des villes et de l'écriture),. Nous sommes dans la dernière phase du Kali Yuga qui a commencé au VIe siècle av. J.-C., qui a vu de nombreux évènements spirituels majeurs: enseignements de Confucius, Lao Tseu, du Bouddha Shakyamuni, l'exil à Babylone des juifs, etc. ainsi que (points négatifs pour Guénon qui annoncent la décadence moderne) l'apparition de la démocratie et, pour la première fois, du « point de vue profane » en Grèce antique,,.
Reprenant la tradition hindoue, Guénon prétend qu'à l'origine de l'humanité, il n'y avait pas de hiérarchie entre les hommes. En d'autres termes il n'y avait qu'une seule classe sociale ou caste, appelée Hamsa: les hommes accédaient de façon naturelle au sacré, en particulier au dépassement de la condition temporelle, le « sens de l'éternité » ou l'état primordial ou édénique car la vie dans le jardin d'Éden symbolise cette vie hors du temps dans le judaïsme,. Ensuite, en raison de la descente du cycle de l'humanité, l'accès au sacré devient de plus en plus difficile et dépend des individus. Ainsi, différentes castes sont apparues qui sont attachées à des fonctions bien précises. Dans la terminologie hindoue, les brahmanes (les membres du clergé en termes occidentaux) occupent le sommet et représentent l'autorité spirituelle; suivent les kshatriyas (les nobles) dont la responsabilité est le pouvoir temporel et l'autorité judiciaire; enfin viennent les vaishyas (les bourgeois) qui président à l'ensemble des activités économiques et les shudras (le peuple) qui se consacrent aux travaux assurant la subsistance matérielle immédiate (en particulier le travail de la terre),. D'après David Bisson, « son point de vue se situe exclusivement du côté de celui des brahmanes » : au centre et au sommet de la société traditionnelle « idéale » telle que la conçoit Guénon se trouvent les « initiés », c'est-à-dire les maîtres spirituels qui détiennent effectivement la connaissance supra-humaine, entourés du reste du clergé qui ont une fonction plus exotérique. Un centre qui ne serait constitué que des détenteurs de l'exotérisme (comme c'est le cas de l'Église catholique moderne d'après Guénon) serait incomplet en son sommet. Ceci explique qu'il fait jouer, comme Joseph de Maistre, un rôle central à la dimension ésotérique pour compléter la dimension purement religieuse: au centre de la société, les maîtres sont en relation directe et effective avec le supra-humain et leur rôle est de transmettre à tous l'influence spirituelle qui en découle. Sans l'existence de cette influence spirituelle, tout l'édifice traditionnel s'écroule. Au centre de cette « théocratie parfaite », se localisent donc la détention et la transmission de la « vraie connaissance » et en aucune façon le pouvoir et la possession de biens (la connaissance spirituelle ne peut se ramener à un bien comme c'est le cas de la connaissance simplement rationnelle). Toutes les autres castes ne se situent que dans des centres concentriques autour de ce noyau et ont pour rôle de participer à cette connaissance dans la limite de leurs possibilités et de rendre la transmission de cette connaissance spirituelle possible en apportant la protection et les moyens matériels nécessaires.
Le mouvement du cycle, comparable au niveau corporel au processus de vieillissement, se traduit par un voilement de plus en plus prononcé de la spiritualité. Dans l'ordre social, cela se traduit par un « renversement des classes », une lutte des classes mais qui apparaît ici comme « le paradigme inversé de l'historiographie marxiste ». La première étape, la plus ancienne (qui remonte plus loin que le début du Kali Yuga) et qui ruine tout l'édifice traditionnel (et est à l'origine de la contre-tradition en utilisant de façon inversée les initiations spirituelles), est la prise du pouvoir par les guerriers, la « révolte des Kshatriyas », qui prennent le dessus sur l'autorité spirituelle et veulent placer l'action au-dessus de la contemplation. René Guénon écrivit :
« 
Chez presque tous les peuples, à des époques diverses, et de plus en plus fréquemment à mesure qu'on s'approche de notre temps, les détenteurs du pouvoir temporel tentèrent [..] de se rendre indépendants de toute autorité supérieure, prétendant ne tenir leur propre pouvoir que d'eux-mêmes. [...] Cette révolte se manifeste par une impossibilité de connaître toutes les implications de la pure transcendance, connaissance propre à l'autorité spirituelle, et marque en particulier la naissance de tendances naturalistes à des degrés divers, par l'impossibilité de reconnaître des principes supérieurs aux lois naturelles de la manifestation. »
En renversant l'autorité spirituelle, le pouvoir temporel perd toute véritable légitimité et se retrouvera mécaniquement contesté par la caste en dessous, celle des vaishyas, créant alors une société instable entièrement dominée par l'argent et les sentiments nationaux. Les vaishyas ne conservent de la « Tradition » qu'un vague sentimentalisme religieux et surtout une morale. Enfin les vaishyas se voient aussi remis en cause par les shudras qui n'acceptent pas une hiérarchie basée uniquement sur l'argent et qui nient toute tradition spirituelle. En Occident, Guénon donne l'exemple de la royauté française qui avec Philippe le Bel contesta l'autorité du pape Boniface VIII et sa doctrine des deux glaives et mit sous contrôle la papauté en la transférant à Avignon. D'autre part, le roi détruisit l'ordre du temple qui assurait, d'après Guénon, la transmission initiatique de la connaissance,. Il devait en suivre le renversement de la royauté par la bourgeoisie lors de la Révolution française,. L'ordre bourgeois peut désormais être remis en cause par le peuple qui met en place des régimes communistes impliquant la négation pure et simple de l'autorité spirituelle. Guénon prédit dès 1929 dans Autorité spirituelle et pouvoir temporel que le communisme ne peut avoir qu'une durée de vie très courte,,.
Le point de vue de Guénon est « très élitiste » et se situe exclusivement du côté du brahmane (ce qui explique qu'il va refuser catégoriquement toute forme d'engagement politique). Cela l'amène à concevoir, comme Joseph de Maistre, l'arrivée de la bourgeoisie au pouvoir à travers la philosophie des lumières et la Révolution française comme un « signe des temps » annonciateur de l'effondrement de l'ordre traditionnel en Occident et, dans la dernière partie de sa vie, de la fin du cycle de l'humanité. En effet, comme l'explique David Bissson, pour Guénon « le point nodal de la civilisation traditionnelle réside dans l'équilibre entre l'autorité spirituelle et le pouvoir temporel ». C'est la transmission de la spiritualité protégée par le pouvoir temporel qui « noue toutes les parties du corps social entre elles  ». La rupture entre l'autorité spirituelle et le pouvoir temporel induit l'inversion complète des castes. Le renversement de l'autorité spirituelle par le pouvoir temporel aboutit à la Révolution française qui équivaut, d'après Guénon, « à la négation de toute tradition ». La Révolution française s'appuie d'ailleurs sur la philosophie des lumières qui pose la raison comme mode de connaissance ultime. La philosophie des lumières nie tout mode de connaissance supra-rationnelle (l'existence de l'intuition intellectuelle est niée par Emmanuel Kant).

### L'antitradition ou le règne de la quantité
Sa critique du monde moderne est d'une extrême radicalité, parfois présentée comme la plus radicale exprimée par un auteur important, plus radicale encore que celle de Friedrich Nietzsche,. Il ne fait aucune référence aux critiques de la modernité par les auteurs occidentaux de son temps (comme Martin Heidegger) mais se réclame des civilisations traditionnelles passées ou présentes (dans ce dernier cas en Orient seulement). Il écrivit en 1926:
« 
La civilisation moderne apparaît dans l'histoire comme une anomalie : de toutes celles que nous connaissons, elle est la seule qui s'est développée dans un sens purement matériel, la seule aussi qui ne s'appuie sur aucun principe d'ordre supérieur. Ce développement matériel qui se poursuit depuis plusieurs siècles déjà, et qui va en s'accélérant de plus en plus, a été accompagné d'une régression intellectuelle qu'il est fort incapable de compenser. Il s'agit, bien entendu, de la véritable et pure intellectualité, que l'on pourrait aussi appeler spiritualité, et nous nous refusons à donner ce nom à ce quoi les modernes se sont surtout appliqués : la culture des sciences expérimentales, en vue des applications pratiques auxquelles elles sont susceptibles de donner lieu. »
À proprement parler, Guénon n'est pas un auteur réactionnaire: il ne cherche pas à retourner vers le passé (ce qui est de toute façon impossible en raison de la loi des cycles) mais vers le « Principe », le retour à la dimension spirituelle, retour qui doit s'adapter aux circonstances présentes. David Bisson a montré l'immense différence entre le conservatisme politique, même dans sa dimension traditionaliste catholique et plus généralement « intégriste » quelle que soit la religion comme le salafisme ou wahhabisme pour l'islam ou le fondamentalisme pour le protestantisme, et la pensée de Guénon: « le retour à un ordre politique et social traditionnel d'un côté, et le recours à une tradition largement réinventée (idéelle) de l'autre ». Ainsi Guénon « se [tourne] moins vers le passé qu'il n'imagine les temps à venir, toujours à partir du point de vue métaphysique  ». Une autre différence capitale réside dans le fait que Guénon se fonde sur une lecture « ouverte, voire inspirée » dans le cadre d'une tradition ésotérique des textes sacrés alors que les « intégristes » se fondent sur une lecture littéraliste des textes sacrés. Il est significatif que le traditionaliste Jean Vaquié accuse Guénon d'être un sataniste et que le wahhabisme combatte le soufisme alors que Guénon devint un soufi. Dans les années 1930 lors de la montée des totalitarismes et alors que certains de ses lecteurs voulaient s'engager politiquement, Guénon prit clairement position en publiant, par exemple, l'article Tradition et traditionalisme, en octobre 1936. Il écrivit que le seul point commun qu'il avait avec les courants réactionnaires, qui se réclamaient des
valeurs du passé, était sa critique du monde moderne, donc « quelque chose de purement négatif ».
Il ne voyait dans ces courants que des mouvements « traditionalistes » sans base doctrinale et sans rattachement
initiatique véritable, ce qui ne pouvait conduire qu'à une parodie et il était préférable
de ne rien faire que de se lancer dans ces entreprises.
Guénon voit les premiers symptômes de la décadence moderne à l'Époque classique de la Grèce antique: il fait référence plus précisément aux dialogues de Platon où l'on fait tourner en rond la raison pour « aboutir à une conclusion plus ou moins insignifiante ». Il y voit le début de la philosophie occidentale, l'« amour de la sagesse », où la recherche de la sagesse ou le discours sur la sagesse se substituent à la sagesse elle-même. L'obtention de la sagesse est le but des traditions spirituelles et cette sagesse ne peut s'obtenir par l'utilisation unique de la raison. La naissance de cette philosophie correspond à l'apparition du « point de vue profane » (pour Guénon le profane n'a qu'une existence illusoire: dans les sociétés traditionnelles tout est sacré) où l'utilisation de la raison, qui n'est qu'un outil spécifique au mental humain, devient une fin en soi. La raison devient le mode de connaissance ultime ce qui ferme toute possibilité d'atteindre le supra-rationnel et donc le supra-humain. D'autre part, Guénon indique que la Grèce antique ne connaît pas la notion d'« Infini » (sauf dans le néoplatonisme) qui est le « Principe ultime » de la métaphysique d'après lui. D'autre part, Aristote réduit la métaphysique à la connaissance de « l'Être en tant qu'être » donc à l'ontologie, et donc évacue l'essentiel qui est du domaine du « Non-Être », ce qui va avoir des conséquences considérables sur l'Occident qui va se concentrer à travers la science sur l'étude analytique des phénomènes manifestés et se détourner de la recherche synthétique de l'inexprimable au-delà de toutes les limitations.
Le début du monde moderne commence au XIVe siècle lorsque Philippe le Bel renversa l'autorité spirituelle en mettant sous contrôle la papauté en la transférant à Avignon et en détruisant l'ordre du Temple,. L'individualisme, qui n'existait pas encore dans la Grèce antique, apparut progressivement: humanisme, renaissance, protestantisme (avec le libre examen). Guénon déclare que l'individualisme est « la cause déterminante de la déchéance actuelle ». L'individualisme, et son corollaire le rationalisme qui est fondé sur « la négation de l'intuition intellectuelle en tant que celle-ci est essentiellement une faculté supra-individuelle », sont systématisés par René Descartes. « La raison elle-même ne devait pas tarder à être rabaissée de plus en plus à un rôle surtout pratique, à mesure que les applications prendraient le pas sur les sciences [...] l'intelligence [...] est réduite à sa partie la plus basse, et la raison elle-même n'est plus admise qu'en tant qu'elle s'applique à façonner la matière pour des usages industriels. Après cela, il ne restait qu'un pas à faire : c'est la négation totale de l'intelligence et de la connaissance, la substitution de l'« utilité » à la « vérité » ; ce fut le « pragmatisme » ». Le mouvement descendant du cycle attire l'humanité désormais vers son pôle inférieur, le pôle « substantiel » avec pour conséquence le développement du matérialisme et du « règne de la quantité » car la quantité est la seule propriété qui reste au pôle substantiel du monde corporel comme Thomas d'Aquin l'avait expliqué. Cela se traduit par ailleurs par une confusion complète du psychique et du spirituel puisque presque plus personne ne sait ce qu'est vraiment le spirituel. En particulier, le spirituel n'a rien à voir avec l'« irrationnel », les phénomènes paranormaux, la magie, etc. qui correspondent, au contraire, au psychique et souvent à l'infra-rationnel.
Le monde moderne est analysé et critiqué en détail par Guénon dans Orient et Occident, dans La Crise du monde moderne et surtout dans Le Règne de la Quantité et les Signes des Temps.

### La contre-tradition et le règne de l'Antéchrist

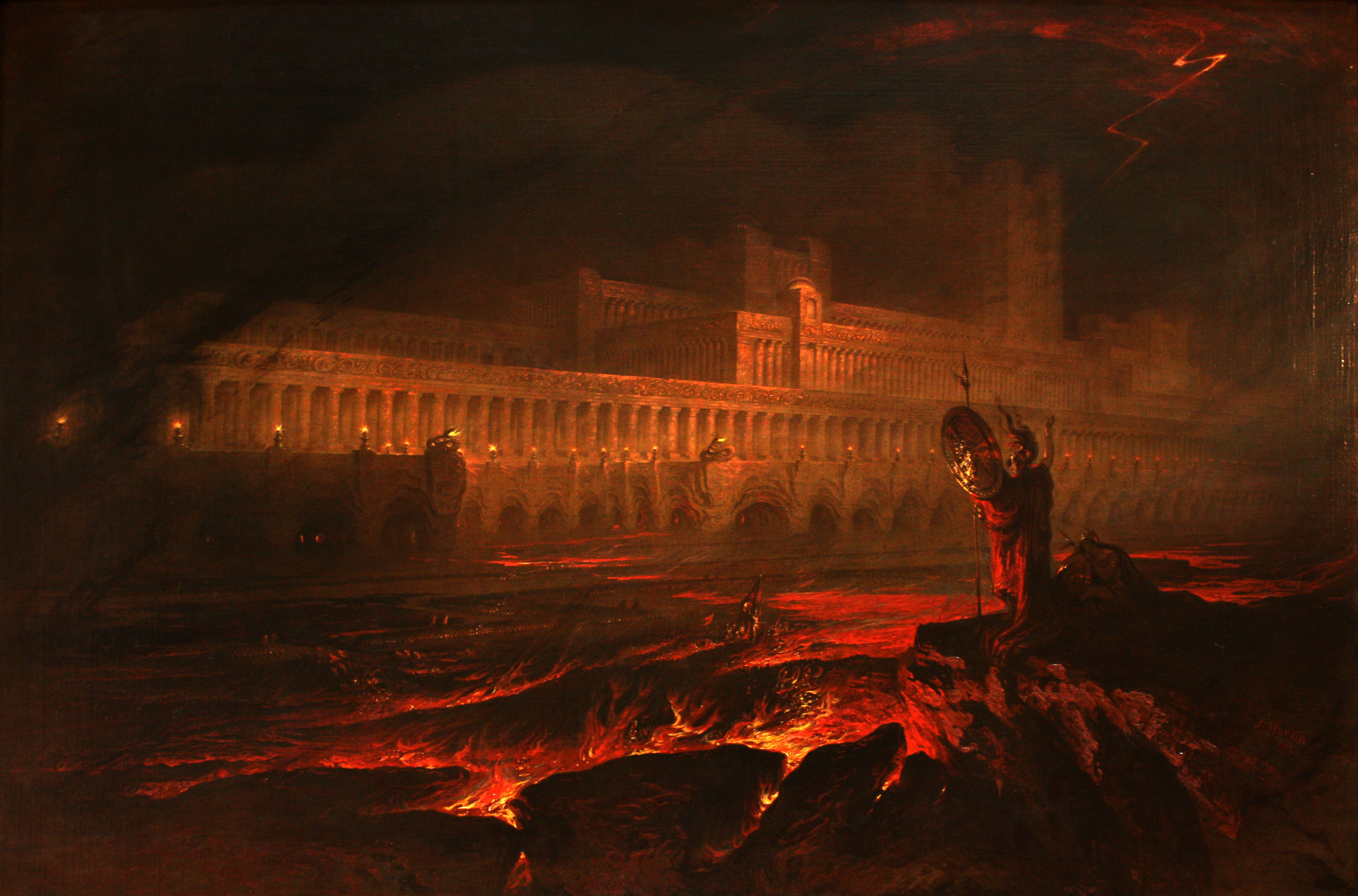
Le Pandemonium, Musée du Louvre, peint par John Martin, 1841. René Guénon, reprenant les textes apocalyptiques de l'Inde et des livres monothéistes décrit la fin du cycle humain comme le triomphe provisoire de satan.

D'aprè Guénon, le Véda avait prédit le règne du matérialisme et de l'anti-tradition à la fin du cycle de l'humanité. Cependant, toujours d'après le Véda, l'anti-tradition est loin d'être le stade ultime du cycle: quelque chose de bien pire va prendre forme. Paradoxalement, d'après Guénon le monde matérialiste a un grand avantage : s'il coupe l'être humain de sa dimension transcendante, il le protège de bien pire encore. Guénon compare l'être humain matérialiste à un mollusque : sa coquille l'empêche d'accéder, par le haut, aux sphères supérieures spirituelles mais le protège, par le bas, des influences psychiques inférieures. Après le règne du matérialisme, le fait religieux va revenir de façon très puissante mais sous une forme parodique : c'est la contre-tradition que Guénon identifie au règne de l'Antéchrist de l'eschatologie chrétienne et islamique. Un véritable plan satanique se met en place : les forces psychiques les plus inférieures s'emparent du monde et prétendent singer les anciennes traditions spirituelles,. Il y a une forme de « complotisme » dans la conception de l'évolution du monde moderne par Guénon mais il « refus[e] d'y voir la marque de tel ou tel groupe d'individus ». « Aucune catégorie de population » (en particulier les juifs et les franc-maçons) n'est à l'origine de ce complot,,. Pour cette raison, il fut amené à critiquer le racisme,,,
l'antisémitisme,, et l'anti-maçonnisme
de certains de ses lecteurs tels que Julius Evola et Léon de Poncins. Bien au contraire, les « forces » qui tirent l'humanité vers l'infra-humain cherchent à discréditer toutes les organisations traditionnelles, non seulement l'Église catholique, mais aussi le Judaisme moderne surtout dans sa forme la plus profonde, la kabbale, mais aussi la franc-maçonnerie puisque cette dernière a hérité des quelques restes authentiques de l'ancien ésotérisme chrétien. Paul Chacornac l'expliqua en ces termes :
« 

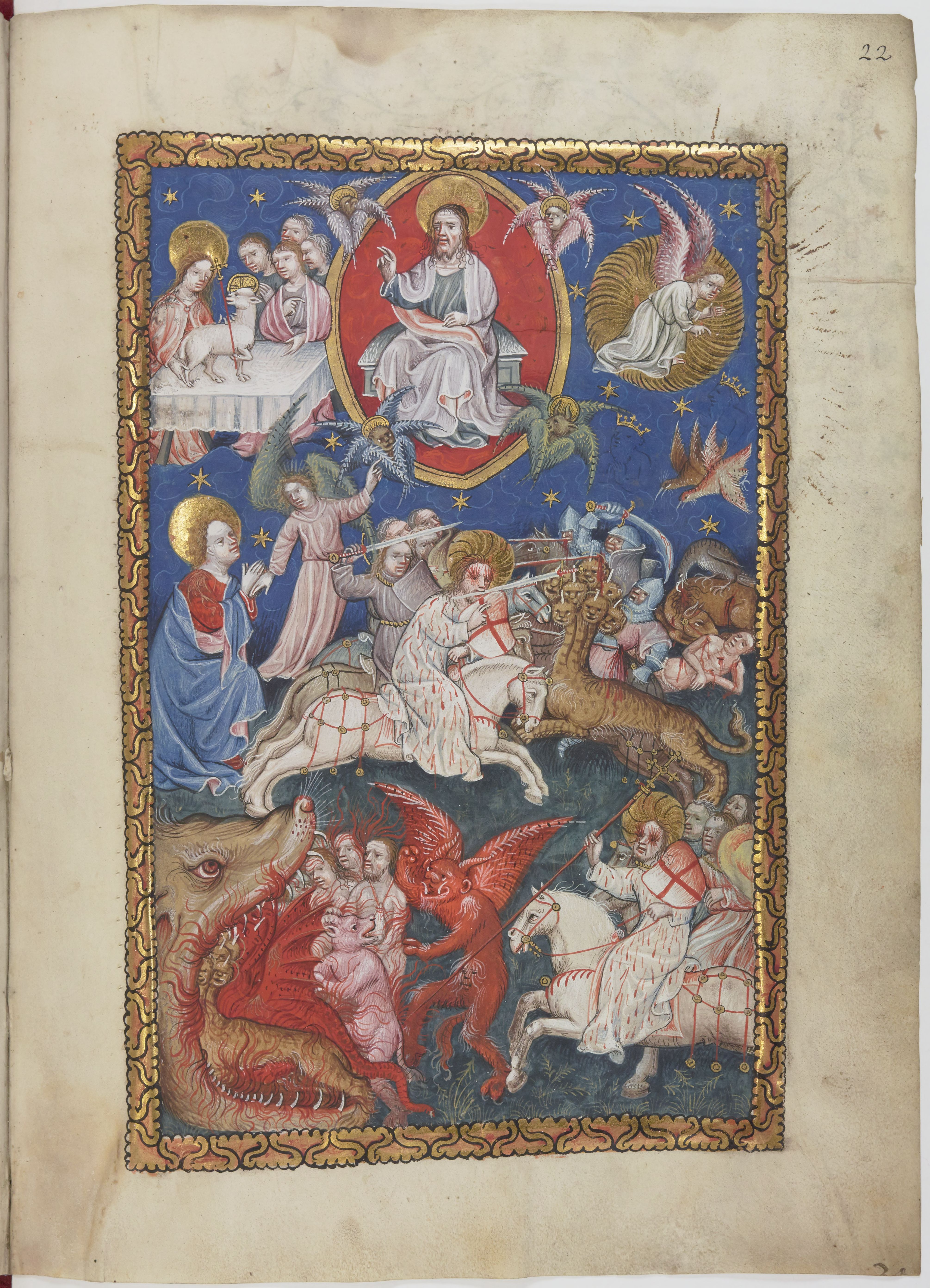
La seconde venue du Christ et le triomphe ultime contre l'Antéchrist, Apocalypse flamande, vers 1400. D'après René Guénon, un nouvel Âge d'or apparaîtra uniquement après le règne de l'Antéchrist, lorsque ce dernier aura été vaincu.

Il acquit la certitude [très jeune] qu'il y avait, de par le monde, des groupes qui s'efforçaient consciemment de jeter le discrédit sur tout ce qui subsiste d'organisations traditionnelles qu'elles soient de caractère religieux [comme l'Église catholique ou le Judaisme] ou de caractère initiatique [comme la franc-maçonnerie ou la kabbale juive] ; que ces groupes pouvaient avoir des agents dans la maçonnerie, comme dans un autre milieu [comme l'église catholique], sans que l'on puisse pour autant assimiler la maçonnerie à une organisation subversive.
 »
Guénon décrit les différentes étapes de la contre-tradition puis le triomphe ultime de la « Tradition » lors de la venue du nouveau cycle dans Le Règne de la Quantité et les Signes des Temps. Il y explique, par ailleurs, que l'avènement du monde moderne et son effondrement se placent dans l'ordre des choses. En effet, la descente du cycle a sa place dans la dimension métaphysique, dans un « plan divin » ,: il s'agit d'épuiser définitivement les facultés inférieures de l'humanité avant l'arrivée d'un nouveau cycle.

## Publications de Guénon

### Livres de René Guénon
- René Guénon, Introduction générale à l'étude des doctrines hindoues, Paris, Marcel Rivière, 1921, 326 p. (ISBN 978-2-85707-883-8)Édition définitive remaniée par Guénon publiée en 1952 (Éditions Véga)[HR 1]: en particulier, suppression du chap.  II de la quatrième partie (L'influence allemande) et refonte complète du chap.  IV de la troisième partie (À propos du Bouddhisme), depuis nombreuses rééditions[HR 1]. Les numéros de pages renvoient à l'édition de 1997.
- René Guénon, Le Théosophisme, histoire d'une pseudo-religion, Paris, Nouvelle Librairie Nationale (dirigée par Jacques Maritain en 1921[LE 7]), 1921, 314 p. (ISBN 978-1-5281-6213-5)Édition définitive avec notes additionnelles de Guénon publiée en 1928 (Librairie Valois appartenant à Georges Valois)[HR 2], depuis nombreuses rééditions[HR 2].
- René Guénon, L'Erreur spirite, Paris, Marcel Rivière, 1923, 406 p. (ISBN 2-7138-0059-5)Nombreuses rééditions, dont Éditions Traditionnelles
- René Guénon, Orient et Occident, Paris, Payot, 1924, 232 p. (ISBN 2-85829-449-6)Édition définitive remaniée par Guénon publiée en 1948 (Éditions Véga)[HR 3]: en particulier refonte de certains passages du chap.  IV de la première partie (Terreurs chimériques et dangers réels) et ajout d'un addendum[HR 3], depuis nombreuses rééditions, dont Guy Trédaniel/Éditions de la Maisnie, Paris. Les numéros de pages renvoient à l'édition de 1993.
- René Guénon, L’Ésotérisme de Dante, Paris, Ch. Bosse, 1925, 96 p. (ISBN 978-2-07-017763-9)Édition définitive avec ajout d'un titre à chaque paragraphe et certains paragraphes remaniés publiée en 1949  aux Éditions Traditionnelles[HR 4], depuis  nombreuses rééditions.
- René Guénon, L'Homme et son devenir selon le Vêdânta, Paris, Bossard, 1925, 214 p. (ISBN 2-7138-0065-X)Édition définitive remaniée par Guénon publiée en 1947 aux Éditions Traditionnelles: suppression des chapitres XI (La constitution de l'être humain selon les Bouddhistes) et XXV (La Délivrance selon les    Jainas)[HR 4]. Depuis nombreuses rééditions, dont Éditions Traditionnelles. Les numéros de pages renvoient à l'édition de 1991.
- René Guénon, Le Roi du monde, Paris, Ch. Bosse, 1927, 104 p. (ISBN 2-07-023008-2)Édition définitive remaniée par Guénon publiée en 1950 aux Éditions Traditionnelles: ajout d"un titre à chaque chapitre, certains paragraphes ont été modifiés[HR 5]. Depuis nombreuses rééditions, dont Gallimard. Les numéros de pages renvoient à l'édition de 1993.

- René Guénon, La Crise du monde moderne, Paris, Bossard, 1927, 201 p. (ISBN 2-07-023005-8)Édition définitive remaniée par Guénon publiée en 1946 aux Éditions Gallimard: quelques paragraphes ont été remaniés[HR 5]. Depuis nombreuses rééditions, dont Gallimard. Les numéros de pages renvoient à l'édition de 1973.
- Saint Bernard, Publiroc, 1929réédition Éditions Traditionnelles. Sans ISBN
- René Guénon, Autorité spirituelle et pouvoir temporel, Paris, Vrin, 1929, 118 p. (ISBN 2-85707-142-6)Édition définitive remaniée par Guénon publiée en 1947  Éditions Véga): ajout d'un titre à chaque chapitre, paragraphes modifiés, notamment pour le chapitre VI[HR 5]. Depuis nombreuses rééditions, dont (1952) Guy Trédaniel/Éditions de la Maisnie. Les numéros de pages renvoient à l'édition de 1984.
- Le Symbolisme de la Croix, Véga, 1931 (ISBN 2-85707-146-9)multiples rééditions dont Guy Trédaniel/Éditions de la Maisnie, Paris
- Les États multiples de l'être, Véga, 1932 (ISBN 2-85707-143-4)multiples rééditions dont Guy Trédaniel/Éditions de la Maisnie, Paris
- René Guénon, La Métaphysique orientale, Paris, Éditions traditionnelles, 1939, 30 p. (ISBN 978-2-7138-0056-6)Deuxième édition (identique à la première): Éditions traditionnelles, 1945. Depuis multiples rééditions, il s'agit de la transcription d'une conférence donnée à la Sorbonne le 17 décembre 1925. Les numéros de pages renvoient à l'édition de 1997.
- Le Règne de la Quantité et les Signes des Temps, Gallimard, 1945multiples rééditions
- Les Principes du Calcul infinitésimal, Gallimard, 1946multiples rééditions
- René Guénon, Aperçus sur l'Initiation, Paris, Éditions Traditionnelles, 1946, 303 p. (ISBN 2-7138-0064-1)multiples rééditions. Les numéros de pages renvoient à l'édition de 1996 (Éditions traditionnelles).
- René Guénon, La Grande Triade, Paris, Gallimard, 1946, 214 p. (ISBN 978-2-07-023007-5)multiples rééditions. Les numéros de pages renvoient à l'édition de 1957 (Gallimard).

### Recueils posthumes d'articles de René Guénon
- René Guénon, Initiation et Réalisation spirituelle, Paris, Éditions Traditionnelles, 1952, 303 p. (ISBN 978-2-7138-0058-0)Première édition 1952[HR 6], depuis multiples rééditions.
- Aperçus sur l'ésotérisme chrétien, Éditions Traditionnelles (1954). ISBN (?).
- René Guénon, Symboles de la Science sacrée, Paris, Gallimard, 1962, 437 p. (ISBN 2-07-029752-7)Première édition 1964[HR 6], depuis multiples rééditions.
- René Guénon, Études sur la Franc-maçonnerie et le Compagnonnage, Tome 1, Paris, Éditions Traditionnelles, 1964, 314 p. (ISBN 2-7138-0066-8)Première édition 1964[HR 6], depuis multiples rééditions.
- René Guénon, Études sur la Franc-maçonnerie et le Compagnonnage, Tome 2, Paris, Éditions Traditionnelles, 1964, 320 p. (ISBN 978-2-7138-0067-2)Première édition 1964[HR 6], depuis multiples rééditions.
- Études sur la Franc-maçonnerie et le Compagnonnage, Tome 2, (1965) Éditions Traditionnelles, Paris.  (ISBN 2-7138-0067-6).
- René Guénon, Études sur l'Hindouisme, Paris, Éditions Traditionnelles, 1989, 288 p. (ISBN 978-2-7413-8020-7)Première édition 1968[HR 6], depuis multiples rééditions. Les numéros de pages renvoient à l'édition de 1989 (Éditions traditionnelles).
- Formes traditionnelles et cycles cosmiques, Gallimard, Paris (1970).  (ISBN 2-07-027053-X).
- Aperçus sur l'ésotérisme islamique et le taoïsme, Gallimard, Paris, (1973).  (ISBN 2-07-028547-2).
- Mélanges, Gallimard, Paris, (1976).  (ISBN 2-07-072062-4).
- Comptes rendus, Éditions traditionnelles (1986).  (ISBN 2-7138-0061-7).
- Écrits pour REGNABIT, Archè Edizioni (1999).  (ISBN 887252-216-1).
- Psychologie, Archè Edizioni (2001).  (ISBN 8872522315).
- Articles et Comptes Rendus, Tome 1, Éditions Traditionnelles (2002). (ISBN 2-7138-0183-4).
- Recueil, Rose-Cross Books, Toronto (2013). (ISBN 978-0-9865872-1-4).

### Liste de revues ayant publié des articles de René Guénon de son vivant
- En langue française : L’initiation (1909). L’Acacia (1909). La Gnose (1909-1912) rééditée en fac-simile en 2010 par les éditions de l'homme libre. La France Chrétienne (1909), devenant La France chrétienne antimaçonnique (1910) puis La France antimaçonnique (1911-1914). Le Symbolisme (1913). Bulletin municipal de Saint-Germain-en-Laye (1917). La Revue philosophique (1919-1920). Revue de philosophie (1921-1924). Revue bleue (1924-1926). Les Nouvelles Littéraires (1924). Le Radeau (1925). Les Cahiers du mois (1925). Europe (1925). Voile d’Isis (1925-1936) devenant Études Traditionnelles (1936-1951). Regnabit (1925-1927) Bulletin paroissial de Saint-François-Xavier (1925). Les Cahiers du mois (1926). Vers l’Unité (1926-1929). Vient de paraître (1927-1929). Vers l’Unité (1927). La Revue Hebdomadaire (1927). Le Monde nouveau (1930). Bulletin des Polaires (1931). Cahiers du Sud (1935-1945). La Revue de la Table Ronde (1946-1950).
- Revues italiennes : Atanor. Rivista di studi iniziatici (1924). Ignis (1925). Krur (1929). Diorama filosofico (1934).
- En langue anglaise : Speculative Mason (1935-1944). The Visva-Bharati Quarterly (1936-1938). The Journal of the Indian Society of Oriental Art (1937-1941).
- En langue arabe : Al-Maarifah (1931).

### Correspondance de René Guénon
- La corrispondenza fra Alain Daniélou e René Guénon, 1947-1950, (éd. Alessandro Grossato), Florence, Leo Olschki, 2002.
- Paris-Le Caire, Correspondance entre Louis Cattiaux et René Guénon, éditions du Miroir d'Isis, février 2012.
- Fragments doctrinaux, éléments de doctrine extraits de 600 lettres de Guénon avec 30 correspondants au cours de sa vie, éditions Rose-Cross Books, Toronto (novembre 2013). (ISBN 978-0-9865872-2-1).

### Ouvrages collectifs au sujet de René Guénon et de la doctrine traditionnelle
- René Alleau, Colloque dirigé par René Alleau et Marina Scriabine: René Guénon et l'actualité de la pensée traditionnelle : Actes du colloque international de Cerisy-la-Salle: 13-20 Juillet 1973, Milan, Archè, 1980, 333 p. (ISBN 88-7252-111-4)
- Philippe Faure, Recueil d'articles sous la direction de Philippe Faure: René Guénon : L'appel de la sagesse primordiale, Paris, Cerf-Patrimoines, 2016, 523 p. (ISBN 978-2-204-10999-4 et 2-204-10999-1)
- Études Traditionnelles n. 293-295 : Numéro spécial consacré à René Guénon. Sans ISSN.
- Science sacrée, Numéro Spécial René Guénon : R. G. de la Saulaye, juin 2003.  (ISBN 2915059020).
- La Lettre G - Revue maçonnique en langue française et italienne. Sans ISSN.
- Pierre-Marie Sigaud, Recueil d'articles sous la direction de Pierre-Marie Sigaud : René Guénon : Dossier H René Guénon, Lausanne, L'Âge d'Homme, 1997, 320 p. (ISBN 2-8251-3044-3)
- Sigaud, Pierre-Marie (éd.) : Dossier H René Guénon, L'Âge d'Homme, Lausanne.  (ISBN 2-8251-3044-3).
- (Collectif), René Guénon. Colloque du Centenaire Domus Medica, Le Cercle de lumière, 1996, 293 p.,  (ISBN 2-909972-00-3).
- Jean-Pierre Laurant, « Cahiers de l'Herne » : René Guénon : sous la direction de Jean-Pierre Laurant avec la collaboration de Paul Barba-Negra (ed.), Paris, Éditions de l'Herne, 1985, 457 p. (ISBN 978-2-85197-055-8)
- (Collectif), Quelle humanité ? demain…, Vers la Tradition, Châlons-sur-Marne (France). Sans ISSN.
- (Collectif), Il y a cinquante ans, René Guénon…, Éditions Traditionnelles, Paris.  (ISBN 2-7138-0180-X). (Notes.)
- (Collectif), Que vous a apporté René Guénon ?, Dualpha, Paris, 2002.  (ISBN 2-912476-61-5)  — comprend les contributions de Luc-Olivier d’Algange, Philippe Barthelet, Christian Bouchet, André Coyné, Yves Daoudal, Bruno Favrit, Pascal Gambirasio d'Asseux, David Gattegno, Michel Gaudart de Soulages, Georges Gondinet, Arnaud Guyot-Jeannin, Thierry Jolif, Christophe Levalois, Jean-Paul Lippi, Frédéric Luz, Michel Michel, Jean Parvulesco, Patrick Rivière, « Luc Saint-Étienne » et Alain Santacreu.
- Narthex n° trimestriel 21-22-23 de mars-août 1978 (et semble-t-il dernier), Numéro spécial René Guénon constitué de deux contributions de Jean Hani et de Bernard Dubant (cette revue tirée à seulement 600 exemplaires est introuvable et ne peut être consultée qu'à la BN).

### Autres ouvrages au sujet de René Guénon
- Abd Ar-Razzâq Yahyâ (Ch.-A. Gilis) : Tawhîd et Ikhlâs, Aspects ésotériques, Le Turban noir, 2006, Paris.
- Xavier Accart, L'Ermite de Duqqi, Paris, Archè EDIDIT, 2001, 328 p. (ISBN 978-88-7252-227-1)
- Xavier Accart, René Guénon ou le renversement des clartés : Influence d'un métaphysicien sur la vie littéraire et intellectuelle française (1920-1970), Paris, Archè EDIDIT, 2005, 1222 p. (ISBN 978-2-912770-03-5)Préface d'Antoine Compagnon
- Barazzetti, Enrico : L'espace symbolique. Développements du symbolisme mathématique des états multiples de l'être, Archè, Milano, 1997.
- Batache, Eddy : Surréalisme et Tradition, Éditions traditionnelles. Sans ISBN.
- David Bisson, René Guénon, une politique de l'esprit, Paris, Pierre-Guillaume de Roux, 2013, 528 p. (ISBN 978-2-36371-058-1)
- Paul Chacornac, La Vie simple de René Guénon : Illustrations de Pierre Chaux, Paris, Les Editions Traditionnelles, 2000, 130 p. (ISBN 2-7138-0028-5)
- François Chenique, Souvenirs metaphysiques d'orient et d'occident : Entretiens avec Christian Rangdreul, Paris, Editions L'Harmattan, 2009, 236 p. (ISBN 978-2-296-08564-0, lire en ligne)
- François Chenique, Sagesse chrétienne et mystique orientale : Préface de Jean Borella et postface de Jean-Pierre Schnetzler, Paris, Dervy, 1997, 654 p. (ISBN 978-2-85076-812-5)
- David Gattegno, Guénon : qui suis-je ?, Puiseaux (France), Pardès, 2001, 128 p. (ISBN 2-86714-238-5)
- Geay, Patrick : Hermès Trahi : Impostures philosophiques et néo-spiritualisme d'après l'œuvre de René Guénon Dervy.  (ISBN 2-85076-816-2).
- Geay, Patrick : Mystères et significations du Temple maçonnique, Dervy, Paris, 2000.  (ISBN 2-84454-056-2). (Notes.)
- Charles-André Gilis, Introduction à l'enseignement et au mystère de René Guénon, Paris, Les Éditions de l'Œuvre, 1999, 144 p. (ISBN 2-904011-03-X)
- Gilis, Charles-André : Les Sept Étendards du Califat, Éditions traditionnelles.  (ISBN 2-7138-0141-9).
- Gilis, Charles-André : René Guénon et l'avènement du troisième Sceau. Éditions Traditionnelles, Paris.  (ISBN 2-7138-0133-8).
- Grison, Pierre et Jean-Louis, Deux aspects de l’œuvre de René Guénon. France Asie, Saïgon, 1953.
- Grossato, Alessandro : Psychologie (attribué à René Guénon), Archè.  (ISBN 88-7252-231-5). (Notes.)
- Hapel, Bruno : René Guénon et l'Archéomètre, Guy Trédaniel, Paris.  (ISBN 2-85707-842-0).
- Hapel, Bruno : René Guénon et l'esprit de l'Inde, Guy Trédaniel, Paris.  (ISBN 2-85707-990-7).
- Bruno Hapel, René Guénon et le Roi du Monde, Paris, Guy Trédaniel, 2001, 258 p. (ISBN 2-84445-244-2)
- Jean-François Houberdon, La doctrine islamique des états multiples de l'être : dans les haltes spirituelles de l'émir 'Abd al-Qâdir, Paris, Editions Albouraq, 2017, 291 p. (ISBN 979-10-225-0153-8)
- Marie-France James, Ésotérisme et christianisme : autour de René Guénon, Paris, Nouvelles Éditions Latines, 1981, 476 p. (ISBN 2-7233-0146-X)
- Jean-Pierre Laurant, Le sens caché dans l'œuvre de René Guénon, Lausanne, Suisse, L'âge d'Homme, 1975, 282 p. (ISBN 2-8251-3102-4)
- Jean-Pierre Laurant, L'Ésotérisme, Paris, Les Éditions du Cerf, 1993, 128 p. (ISBN 2-7621-1534-5)
- Jean-Pierre Laurant, René Guénon, les enjeux d'une lecture, Paris, Dervy, 2006, 400 p. (ISBN 2-84454-423-1)
- Elie Lemoine, Theologia sine metaphysica nihil, Paris, Éditions Traditionnelles, 2000, 317 p. (ISBN 978-2-7138-0136-5)
- Abdel-Halim Mahmoud, René Guénon, Un soufi d'Occident, Paris, AlBouraq, 2007, 182 p. (ISBN 978-2-84161-339-7 et 2-84161-339-9)
- Maxence, Jean-Luc : René Guénon, le Philosophe invisible, Presses de la Renaissance, Paris.  (ISBN 2-85616-812-4). (Notes.)
- Mercier, Raymond : Clartés Métaphysiques, Éditions Traditionnelles, Paris. Sans ISBN.
- Lucien Méroz, René Guénon ou la sagesse initiatique, Paris, Plon, 1962, 249 p. (ASIN B00745ODFW)
- Montaigu, Henry : René Guénon ou la mise en demeure. La Place Royale, Gaillac (France).  (ISBN 2-906043-00-1).
- Nutrizio, Pietro (e altri) : René Guénon e l'Occidente, Luni Editrice, Milano/Trento, 1999.
- Prévost, Pierre : Georges Bataille et René Guénon, Jean Michel Place, Paris.  (ISBN 2-85893-156-9).
- Reyor, Jean : Études et recherches traditionnelles, Éditions Traditionnelles, Paris.  (ISBN 2-7138-0134-6).
- Reyor, Jean : Quelques souvenirs sur René Guénon et les Études traditionnelles, « Dossier confidentiel inédit ».
- Reyor, Jean : Sur la route des Maîtres maçons, Éditions Traditionnelles, Paris. Sans ISBN.
- Slimane Rezki, René Guénon,  1. L'homme, le sens de la Vérité, Paris, Albouraq, 2016, 112 p. (ISBN 979-10-225-0144-6)
- Patrick Ringgenberg, Diversité et unité des religions chez René Guénon et Frithjof Schuon, Paris, Ed. L'Harmattan, 2010, 384 p. (ISBN 978-2-296-12762-3, lire en ligne)Les numéros de pages renvoient au format Kindle
- Jean Robin, René Guénon,  témoin de la Tradition, Paris, Guy Trédaniel Éditeur, 1978, 348 p. (ISBN 2-85707-026-8)
- Sablé, Éric, René Guénon, Le visage de l'éternité, Éditions Points, 2013,  (ISBN 978-2-7578-2857-1).
- Sedgwick, Mark J. : Contre le monde moderne, Paris, Ed. Dervy, 2008, 396 p.
- Paul Sérant, René Guénon, Paris, Le Courrier du livre, 1977, 232 p. (ISBN 2-7029-0050-X)
- Abbé Henri Stéphane, Introduction à l'ésotérisme chrétien, Paris, Dervy, 2006, 500 p. (ISBN 978-2-84454-381-3)Traités recueillis et annotés par François Chenique, préface de Jean Borella.
- Tamas, Mircea A : René Guénon et le Centre du Monde, Rose-Cross Books, Toronto, 2007,  (ISBN 978-0-9731191-7-6)
- Jean Tourniac, Melkitsedeq ou la tradition primordiale, Paris, Dervy Poche, 2010, 328 p. (ISBN 978-2-84454-627-2)
- Tourniac, Jean : Présence de René Guénon, t. 1 : L'œuvre et l'univers rituel, Soleil Natal, Étampes (France).  (ISBN 2-905270-58-6).
- Tourniac, Jean : Présence de René Guénon, t. 2 : La Maçonnerie templière et le message traditionnel, Soleil Natal, Étampes (France).  (ISBN 2-905270-59-4).
- Jean Ursin, René Guénon, Approche d'un homme complexe, Paris, Editions Ivoire-Clair, 2005, 127 p. (ISBN 2-913882-31-5)
- Georges Vallin, La Perspective metaphysique, Paris, Dervy, 1990, 255 p. (ISBN 978-2-85076-395-3)
- Georges Vallin, Lumière du non-dualisme, Nancy, Presses universitaires de Nancy, 1991, 165 p. (ISBN 978-2-86480-185-6)
- Michel Vâlsan, L'Islam et la fonction de René Guénon, Paris, Publié dans les Études traditionnelles en Janvier-Février 1953 et devenu depuis le chapitre II de L'Islam et la Fonction de René Guénon, 1984-ii(lire en PDF sur le site de Science sacrée)
- Vâlsan, Michel : La fonction de René Guénon et le sort de l'Occident(lire en PDF sur le site de Science sacrée), Études traditionnelles, Paris, 1951
- Vâlsan, Michel : L'Islam et la fonction de René Guénon, Science sacrée, 2016  (ISBN 9782915059113)
- Michel Vâlsan, Références islamiques du « symbolisme de la croix », Paris, Publié dans les Études traditionnelles en 1971 et devenu depuis le chapitre V de L'Islam et la Fonction de René Guénon, 1984-v(lire en PDF sur le site de Science sacrée)
- Jean Vivenza, Le Dictionnaire de René Guénon, Grenoble, Le Mercure Dauphinois, 2002, 568 p. (ISBN 2-913826-17-2)
- Jean Vivenza, La Métaphysique de René Guénon, Grenoble, Le Mercure Dauphinois, 2004, 176 p. (ISBN 2-913826-42-3)
- Vivenza, Jean-Marc : René Guénon et le Rite Écossais Rectifié, Les Éditions du Simorgh, 2007.  (ISBN 2-915769-03-6).
- Vivenza, Jean-Marc : René Guénon et la Tradition primordiale, Les Éditions du Simorgh, 2012. (ISBN 2-915769-18-4).